# Сеул
Сеу́л, або Соýль (кор. 서울, трансліт. соýль, досл. «столиця»; [sʰʌ̹uɭ] ( прослухати)) — найбільше місто і столиця Республіки Корея, місто з особливим статусом.
Розташоване на річці Хан на північному заході країни, приблизно за 50 кілометрів від кордону держави з КНДР.
Сеул є старовинним містом: він був столицею династії Пекче (18 до РХ — 660) і династії Чосон (1392—1910). У 1394 році Сеул став столицею Кореї.
Сеул є не тільки найбільшим містом, але й комерційним, промисловим і культурним центром Південної Кореї. У місті в 1988 році відбулися літні Олімпійські ігри, а в 2002 році проходили матчі Чемпіонату Світу з футболу (ФІФА).

## Географія

### Розташування

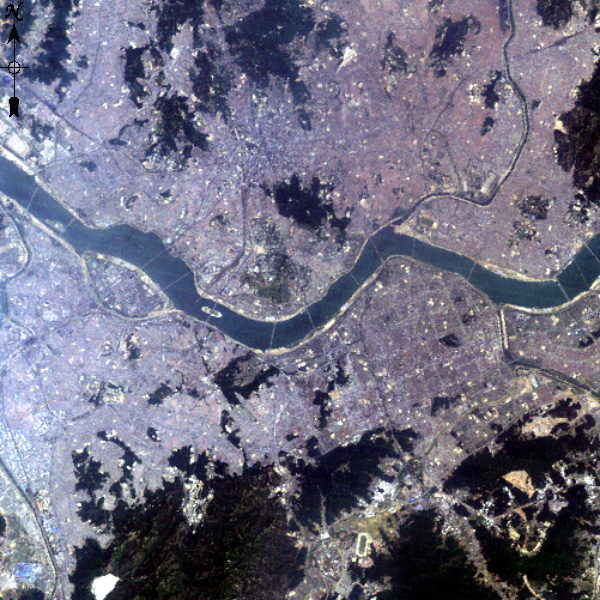
Супутникове зображення Сеула

Місто розташоване у північно-західній частині країни неподалік від кордону з Північною Кореєю. Лежить у середньому на висоті 87 метрів над рівнем моря. Розташоване уздовж нижньої течії річки Ханган (한강; 漢江, «річки Хан»), чиї витоки Пукханган («Північна Ханган») і Намханган («Південна Ханган») на схід від міста, в місці злиття Янґсурі. Центр міста знаходиться в оточенні гір. В центральній частині міста стоїть Намсан (남산; 南山, «Південна гора») з телевізійною вежею і канатною дорогою. На півночі розташована гора Пукхансан («гора на півночі Хансона»). На південному сході — Намхансан, з розташованою на ній фортцею Намхансансон. У навколишніх долинах є багато маленьких сіл та буддистських монастирів.
У міському районі Сеула ріка Ханган тече серед декількох островів, найважливішим з яких є Йоийдо. Рукав річки був осушений для меліорації земель.
Географічними координатами Сеула є 37°35′ пн. ш. 127°00′ сх. д. / 37.583° пн. ш. 127.000° сх. д.. Це означає, що Сеул розташований приблизно на тій же широті, що Афіни (37° 54' пн. ш.) й Лісабон (38° 43' с. ш.).

## Назва
Слово Соуль походить від давньокорейського «соболь» чи «сораболь» («столиця») періоду Сілла. Тоді це слово відносили до міста Кьонджу, колишньої столиці Сілла. У ханчче кьон (京) означає «столиця»; цей склад зустрічається, наприклад, в офіційній назві Сеулу в роки японського колоніального правління (Кьонсон/Кейдзьо) і в назві залізниць і автомобільних доріг (Кьонбусон, 경부선 — залізнична лінія Сеул-Пусан; Кьон'ї н косокторо, 경인고속도로 — швидкісна автодорога Сеул-Інчхон).
В європейських мовах, зокрема і українській (і інших слов'янських), читання «Сеул» виникло через помилковий складоподіл латинської транскрипції Seoul — має читатися як Seo-ul, а прочитали «по-французьки», як Se-oul.

### Китайська транскрипція
На відміну від більшості корейських географічних назв, слово «Сеул» не має аналога на ханччі, і китайською місто називають його попереднім іменем (漢城/汉城, китайське читання Ханьчен, корейське Хансон; значення — «фортеця на річці Ханган», але за бажанням можна тлумачити і як «китайська фортеця», «фортеця ханьців»). У січні 2005 року правління міста запросило змінення китайської назви міста на 首爾/首尔 (Shǒu’ěr, Шоу-ер), що є приблизним відтворенням корейської вимови в китайській мові (в самій корейській 首爾 читається 수이, Су-і). При цьому 首 (шоу) означає «перший» і «столиця». Китайці прийняли цю назву.

## Історія
Основна стаття: Історія Сеула

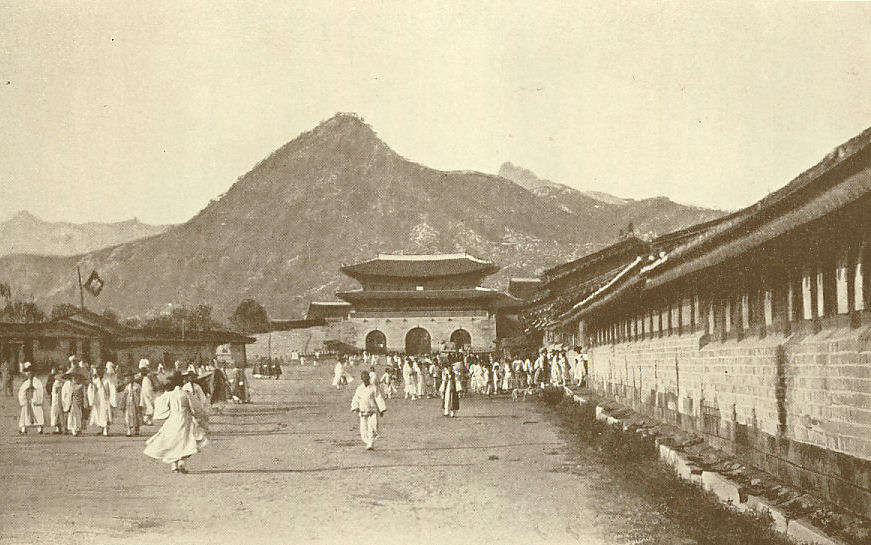
Вулиця перед палацом Кьонбоккун у XIX столітті

На кераміці, знайденій в околицях Сеулу, науковці приписують вік приблизно до 3000 років. Проте відома історія Сеулу починається у 18 р. до н. е., коли це місто було столицею давньокорейської держави Пекче.
Перша назва міста — Віресон, був столицею держави Пекче починаючи з 18 р. до н. е. За часів Корьо був відомий як Хансон (漢城, «фортеця на березі річки Ханган»). За часів династії Чосон, що почалася в 1394 році, був столицею держави і називався Ханян (漢陽)). У роки японського колоніального правління називався Кенсон (яп. 京城, Кейдзі), остаточно назва Сеул було затверджено після звільнення у 1945 році.
Пекче, одне з трьох корейських королівств, було засноване у 18 році до н. е., зі столицею в місті Віресон у районі сучасного Сеула. З тих пір збереглися руїни міських стін. Управління містом незабаром перейшло від Пекче до Корьо в V столітті, а потім до Сілла в VI столітті.
У XI столітті уряд Корьо, завоювавши Сілла, побудувало фортеця, відому як «Південна Столиця».
Коли Чосон змінила Корьо, столиця була перенесена в Сеул (Хансон, пізніше Ханян), де залишалася до кінця правління династії.
Спочатку місто було повністю оточене фортечними мурами висотою до семи метрів для захисту населення від диких тварин, розбійників і ворожих армій. Потім місто розрослося за стіни і, хоча вони зараз не існують (крім невеликої ділянки на північ від центру міста), фортечні ворота існують донині, найвідоміші з них: Намдемун і Тондемун. За часів Чосон ворота відкривалися і закривалися щодня під звуки великих дзвонів.
11 лютого 2008 року ворота Намдемун, побудовані в 1398 році, були майже повністю знищені вогнем — підпал влаштував літній містянин, звернення про розгляд житлової проблеми якого міська влада систематично ігнорувала (компанія-забудовник виплатила цьому містянину занижену суму компенсації за земельну ділянку, яка розташовувалася на території запланованої забудови). Пізніше, після затримання палія поліцією, він покаявся у скоєному і попросив у нації пробачення за свій вчинок. Раніше ця ж людина влаштувала підпал у сеульському палаці Чхангенгун.
Ворота не мали охорони, можливо, тому, що нікому не могло спасти на думку вчинити замах на національне надбання № 1.
Основна причина практично повної нездатності пожежних впоратися з вогнем полягала в тому, що ворота були дерев'яними, і вся їхня конструкція була просякнута водовідштовхувальним засобом для захисту від опадів. У підсумку цей ж засіб відштовхував воду, якою пожежні розрахунки протягом декількох годин поливали гарячі ворота.
Уряд Республіки Корея пообіцяв нації впродовж трьох років відновити ворота, для чого були виділені фінансові кошти в розмірі 21 мільйона доларів США. За інформацією деяких сеульських газет, частина компаній-підрядників із відновлення воріт зголосилася проводити роботи безкоштовно.
Під час війни в Кореї Сеул двічі переходило в руки північнокорейських і китайських військ (у червні-вересні 1950 і січні-березні 1951 років). В результаті бойових дій місто було сильно зруйноване. Принаймні 191 000 будівель, 55 000 житлових будинків та 1000 підприємств лежало в руїнах. До того ж, потік біженців заповнив місто, збільшивши чисельність населення до 2,5 мільйонів, здебільшого бездомних.
Після війни Сеул був швидко відновлений і знову став політичним і економічним центром країни. Сьогодні населення міста — це чверть населення Південної Кореї, Сеул займає сьоме місце серед міст світу за кількістю штаб-квартир корпорацій, що входять до списку п'ятисот найбільших транснаціональних корпорацій за версією журналу Fortune.
У 1988 році Сеул став столицею XX Літніх Олімпійських ігор, а в 2002 році — одним із місць проведення чемпіонату світу з футболу.

## Населення

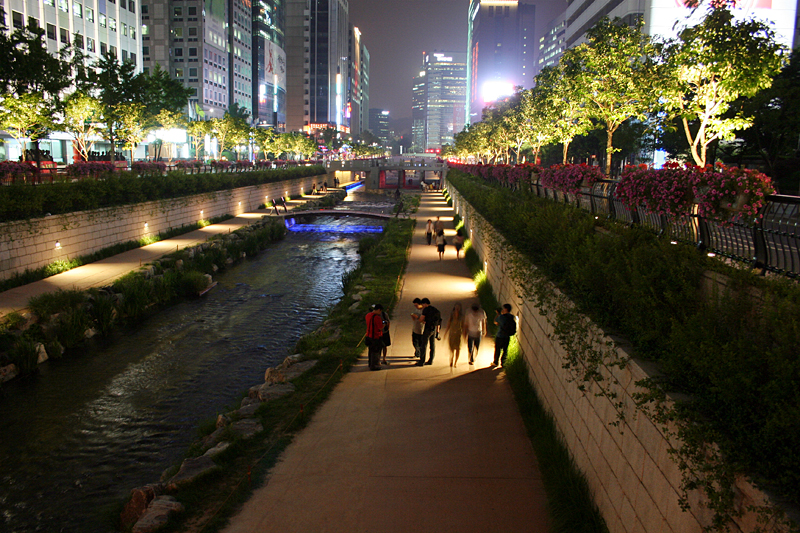
Молоді люди ходять по Чхонгечхоні

Сеул має дуже високу щільність населення, вона дорівнює в середньому 17 092 чоловік на квадратний кілометр. Найгустонаселеніший район — це Янгчеон-гу з густотою населення приблизно 26 400 жителів на квадратний кілометр. Для порівняння, у Львові, одному з найбільш щільно заселених міст України, це значення складає 4300 жителів на квадратний кілометр. Найгустонаселеніший район із 633 934 мешканців Новон-гу на півночі міста, найменш населений округ Чун-гу в центрі. Жінок у місті живе більше, ніж чоловіків (різниця становить близько 9500 осіб). На кінець 2003 року у Сеулі жило 102 882 іноземних громадян із більш ніж 90 країн, що дорівнює одному відсотку від загальної чисельності населення. Сеул, у якого ця частка є найвищою серед усіх південнокорейських міст, за міжнародними стандартами є дуже малонаселеним іноземцями містом. Частка іноземців у Львові складає 11,9 %, а у Харкові — 37,2 %. Найбільші групи іноземних громадян — 52 572 осіб китайської національності, 11 484 американців і 6139 японців.

### Зростання населення
Свого політичного, економічного та культурного панування Сеул набув після Другої світової війни. Завершення японського колоніального контролю призвело до неконтрольованого зростання населення. Великий приплив сільського населення, зокрема, великомасштабні руйнування в роки Корейської війни (1950—1953) та хаотичні політичні та економічні умови призвели до збільшення розриву між кількістю населення та спроможністю міської інфраструктури. Протягом двадцятого століття населення знизилося в ході Корейської війни, з 1,4 млн до 650 тис. осіб, і знову піднялося в 1953 році до одного мільйона, а до кінця 1980-х років досягло десяти мільйонів.
З початку 1970-х років почалися спроби врегулювати населення на південь від річки Ханган. З 1980-х років, зростання населення припинилося в основній частині міста. Ці міста пов'язані були в єдиний Сеул густою мережею автомобільних доріг, автобусних ліній, і метро. Агломерація близько 20 найбільших міст, включаючи Сеул, є домом для 21,7 млн осіб (за станом на 1 січня 2005 року) і є одним із найбільших міст Землі.
У наведеній таблиці показано число жителів міста належної області згідно з відповідним територіальним статусом.
| Рік          | Населення |
| ------------ | --------- |
| 1428         | 103 328   |
| 1660         | 200 000   |
| 1881         | 199 100   |
| 1890         | 192 900   |
| 1899         | 211 200   |
| 1902         | 196 600   |
| 1906         | 230 900   |
| 1910         | 278 958   |
| 1915         | 241 085   |
| 1920         | 250 208   |
| Жовтень 1925 | 336 349   |
| Жовтень 1930 | 355 426   |
| Жовтень 1935 | 404 202   |
| Жовтень 1940 | 930 547   |

| Рік           | Населення  |
| ------------- | ---------- |
| Жовтень 1944  | 947 630    |
| Травень 1949  | 1 418 025  |
| Січень 1952   | 648 432    |
| Вересень 1955 | 1 574 868  |
| Грудень 1960  | 2 445 402  |
| Жовтень 1966  | 3 793 280  |
| Жовтень 1970  | 5 433 198  |
| Жовтень 1975  | 6 889 502  |
| Листопад 1980 | 8 364 379  |
| Листопад 1985 | 9 639 110  |
| Листопад 1990 | 10 612 577 |
| Листопад 1995 | 10 231 217 |
| Листопад 2000 | 9 895 972  |
| Січень 2005   | 10 349 312 |

### Розвиток житла

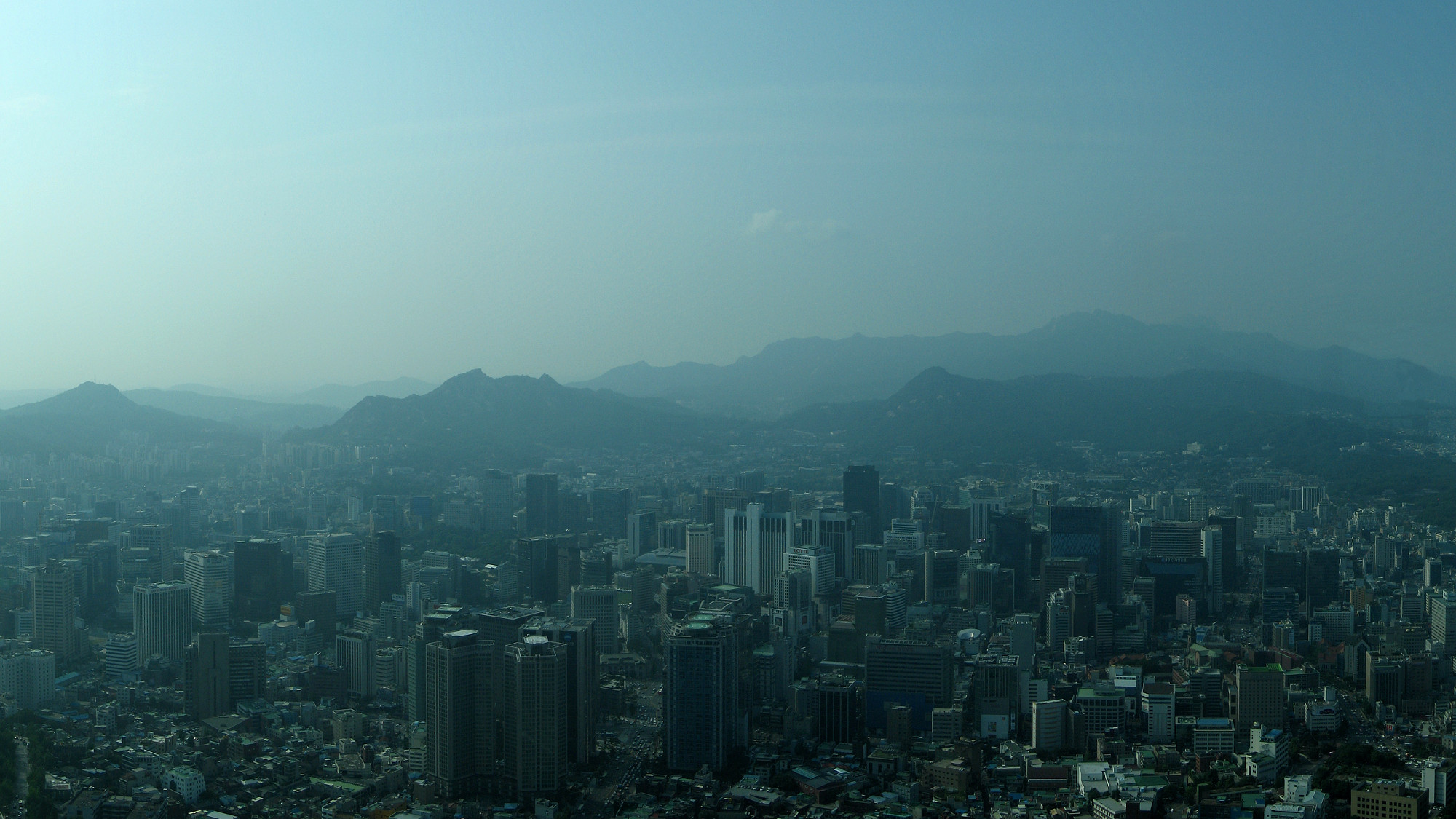
Панорама Сеула

На відміну від міст у Європі і Північній Америці, урбанізація Сеулу відбувається не у вигляді великих житлових котеджів, а на просторі ділянки саду.
У 1960-х і 1970-х років, багато фермерів приїхали до Сеулу з сільської місцевості в промислові підприємства столиці у пошуках кращих робочих місць. Щільні, часто без дозволу, за розрахунками державного земельного комітету побудованого в країні, кількість біженців зросла головним чином в існуючих районах. Місцеві будинки були частково побудовані в масивному будівництві з черепичними дахами і мало чим відрізнялися від фонду, створеного з офіційного дозволу будівель у регулярно населених пунктах.
Тим не менш, жителів неофіційних поселень уряд з кінця 1970-х років переселив в області, які були далі від центру міста. Ці області були не достатньо розвинені для муніципального водопостачання, водовідведення та пов'язані транспортною мережою, в результаті чого сталося погіршення рівня життя переселенців. У центрі Сеулу були численні до п'ятнадцяти-поверхові житлові висотні будівлі для родин із середнім і високим рівнем доходу, орендна плата за колишніх мешканців із низькими доходами були не по кишені.
З 1980-х років у Сеулі відбувалася повна реконструкція існуючих громадських інфраструктур — інфраструктуру було значно розширено. У цьому контексті було зазначене й те, щоб влада почала будувати нові лінії метро і доріг. У ширшому районі столиці, в привабливій сільській місцевості, були вілли робочих вищого класу, тому більшість артистів, ділових людей, що займають керівні посади, вчені і високопоставлені військові собі їх і зводили. Існує заборона на будівництво промислових підприємств і житлових районів із житловими будинками.
З 1990-х років, в околицях Сеула багато планується перебудова міста для вирішення проблеми в обмеженому просторі життя переповненого капіталу. Ці нові міста, які розташовані за межами Сеула в провінції Кенги-до стануть великими приміськими містами і разом з Сеулом два інших великих міста Інчхон і Сувон утворюють муніципальний район Судогвон.

## Адміністративний поділ

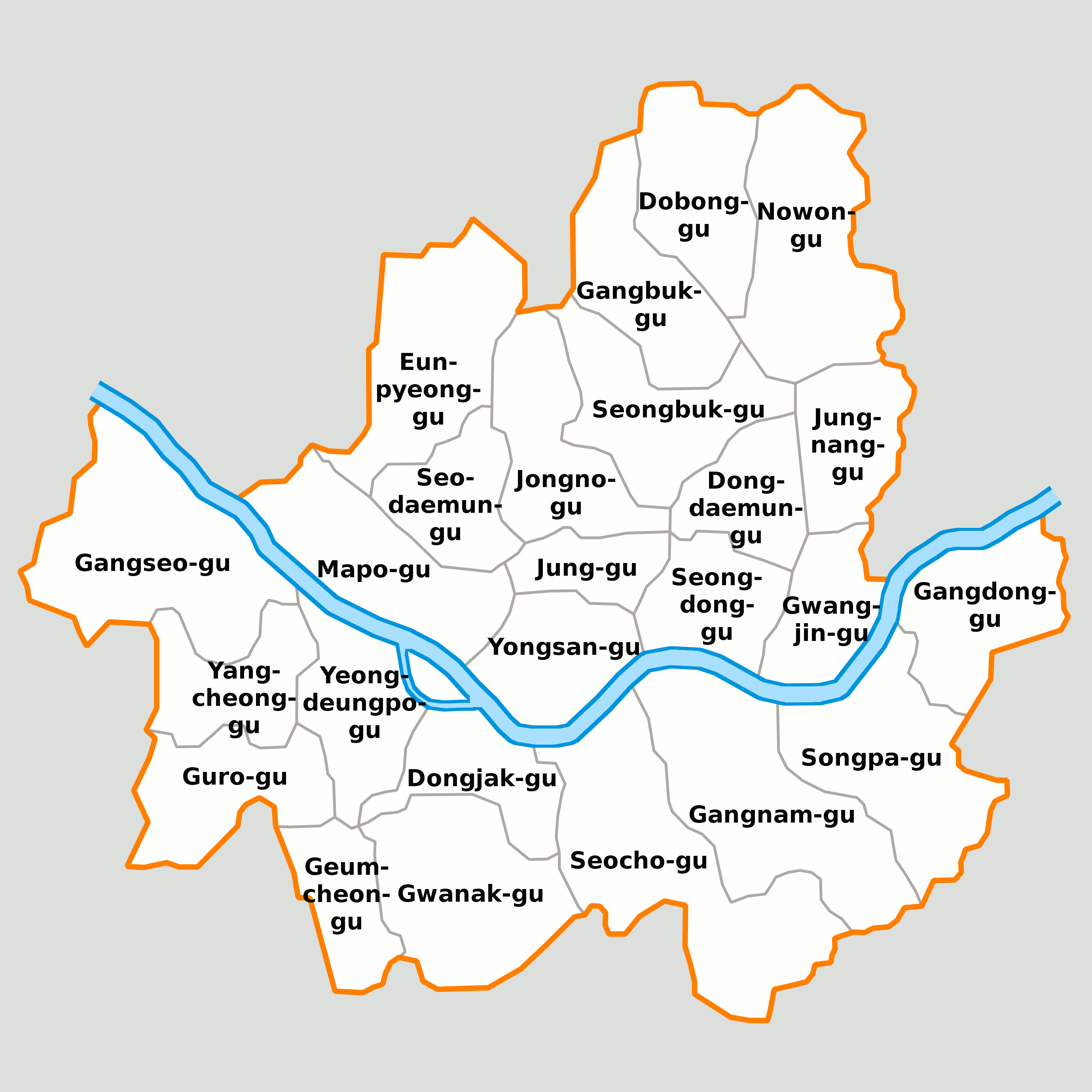
Райони Сеулу

Сеул розділений на 25 ку (구 — великий район, що нагадує за розмірами округ і має статус самоуправління), які в свою чергу розділені на 522 тон (동 — адміністративний район), 13 787 тхон і 102 796 пан.
- Каннам-ґу (강남구; 江南區)
- Кандонгу (강동구; 江東區)
- Канбукку (강북구; 江北區)
- Кансогу (강서구; 江西區)
- Кванакку (관악구; 冠岳區)
- Кванджінгу (광진구; 廣津區)
- Курогу (구로구; 九老區)
- Кимчхонгу (금천구; 衿川區)
- Новонгу (노원구; 蘆原區)
- Тобонгу (도봉구; 道峰區)
- Тондемунгу (동대문구; 東大門區)
- Тонджак-ґу (동작구; 銅雀區)
- Мапхогу (마포구; 麻浦區)
- Содемунгу (서대문구; 西大門區)
- Сочхогу (서초구; 瑞草區)
- Сондонгу (성동구; 城東區)
- Сонбукку (성북구; 城北區)
- Сонгпа-гу (송파구; 松坡區)
- Сонпхагу (송파구; 松坡區)
- Янчхонгу (양천구; 陽川區)
- Йондинпхогу (영등포구; 永登浦區)
- Йонсангу (용산구; 龍山區)
- Инпхьонгу (은평구; 恩平區)
- Чонногу (종로구; 鍾路區)
- Чунгу (중구; 中區)
- Чуннангу (중랑구; 中浪區)

## Політика

### Уряд міста
Сеулом управляє міська рада та міський уряд. Міська рада складається з 104 членів, що обираються строком на чотири роки. Також і на строк чотирьох років обирається мер Сеула на чолі уряду. Раніше він призначався президентом Південної Кореї. Меру допомагають три віце-мера, двоє існують для адміністративних завдань і один із політичних питань. 25 районів значною мірою є автономними (з 1995 року), а мери також обирається безпосередньо народом.
26 жовтня 2011 року мером Сеула був обраний незалежний кандидат Пак Вонсун. До 2011 року тридцять третім мером Сеула був О Сехун, що належав до Партії великої країни (ВНП). Він вступив на посаду 1 липня 2006 року, замінивши свого попередника Лі Мьонбака.
Проблеми включають забруднення повітря і шум транспорту. Сеул має гіршу якість повітря, ніж в усіх інших великих містах ОЕСР. Також відноситься до зносу шосе над Чхонгечхоном (перекладається як «Чиста вода сили»), приплив Хань, і відновлення річки є одним із найбільших проєктів уряду. 3670 метрів Чхонгечхону було покрито бетоном в 1961 і в 1971 покритий Хай-стріт. На 1 жовтня 2005 року, відновлені річки та її зелені насадження у центрі Сеула офіційно стали відкриті для громадськості.

### Міста-побратими
Сеул підтримує партнерські відносини з такими містами:
- Тайбей, Тайвань (23 березня 1968)
- Анкара, Туреччина (23 серпня 1971)
- Гонолулу, США (22 жовтня 1973)
- Сан-Франциско, США (18 травня 1976)
- Сан-Паулу, Бразилія (20 квітня 1977)
- Богота, Колумбія (14 червня 1982)
- Джакарта, Індонезія (25 липня 1984)
- Токіо, Японія (3 вересня 1988)
- Москва, Росія (13 липня 1991)
- Штат Новий Південний Уельс, Австралія (8 листопада 1991)
- Париж, Франція (12 листопада 1991)
- Мехіко, Мексика (5 жовтня 1992)
- Пекін, КНР (23 жовтня 1993)
- Улан-Батор, Монголія (6 жовтня 1995)
- Ханой, В'єтнам (1 травня 1996)
- Варшава, Польща (20 червня 1996)
- Каїр, Єгипет (27 квітня 1997)
- Рим, Італія (18 березня 2000)
- Астана, Казахстан (6 листопада 2004)
- Вашингтон, США (13 березня 2006)
- Афіни, Греція (15 березня 2006)
- Бангкок, Таїланд (16 червня 2006)

## Економіка

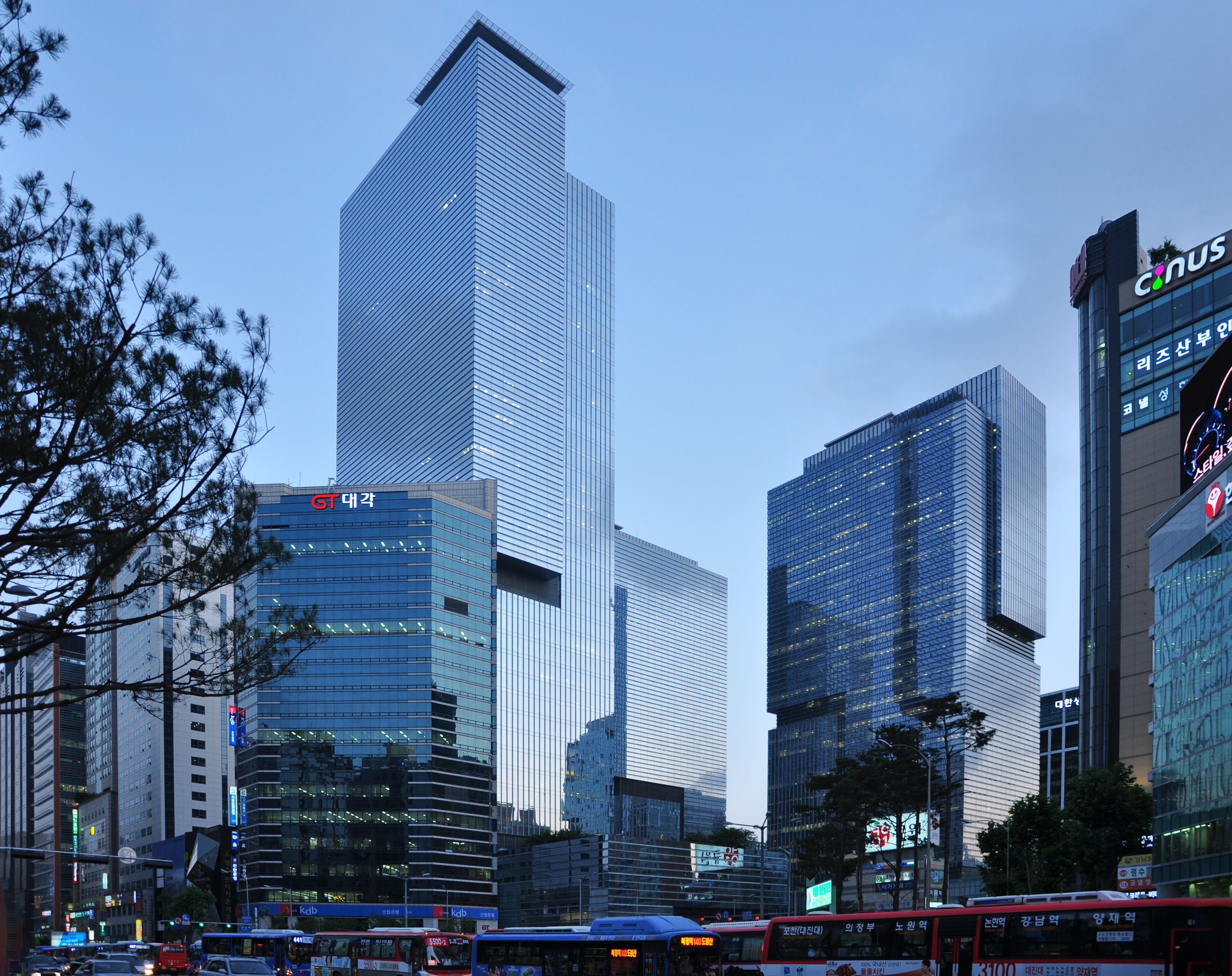
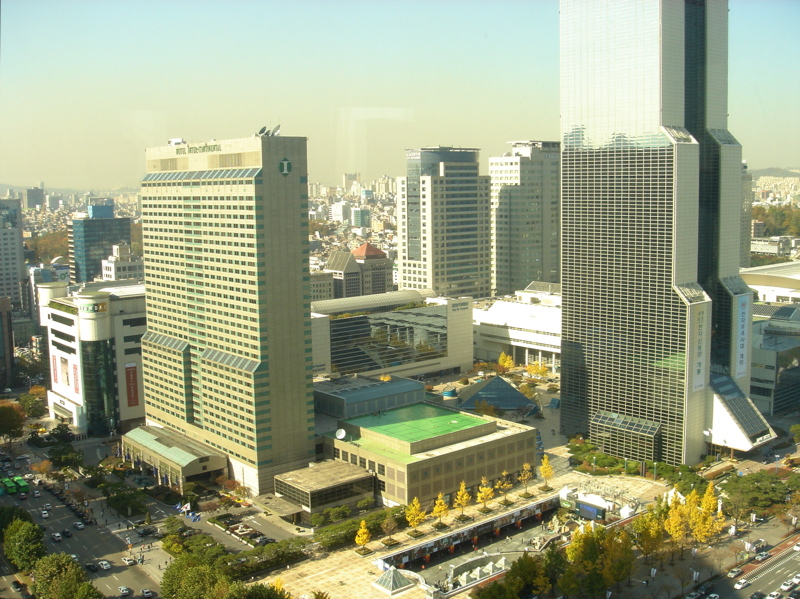
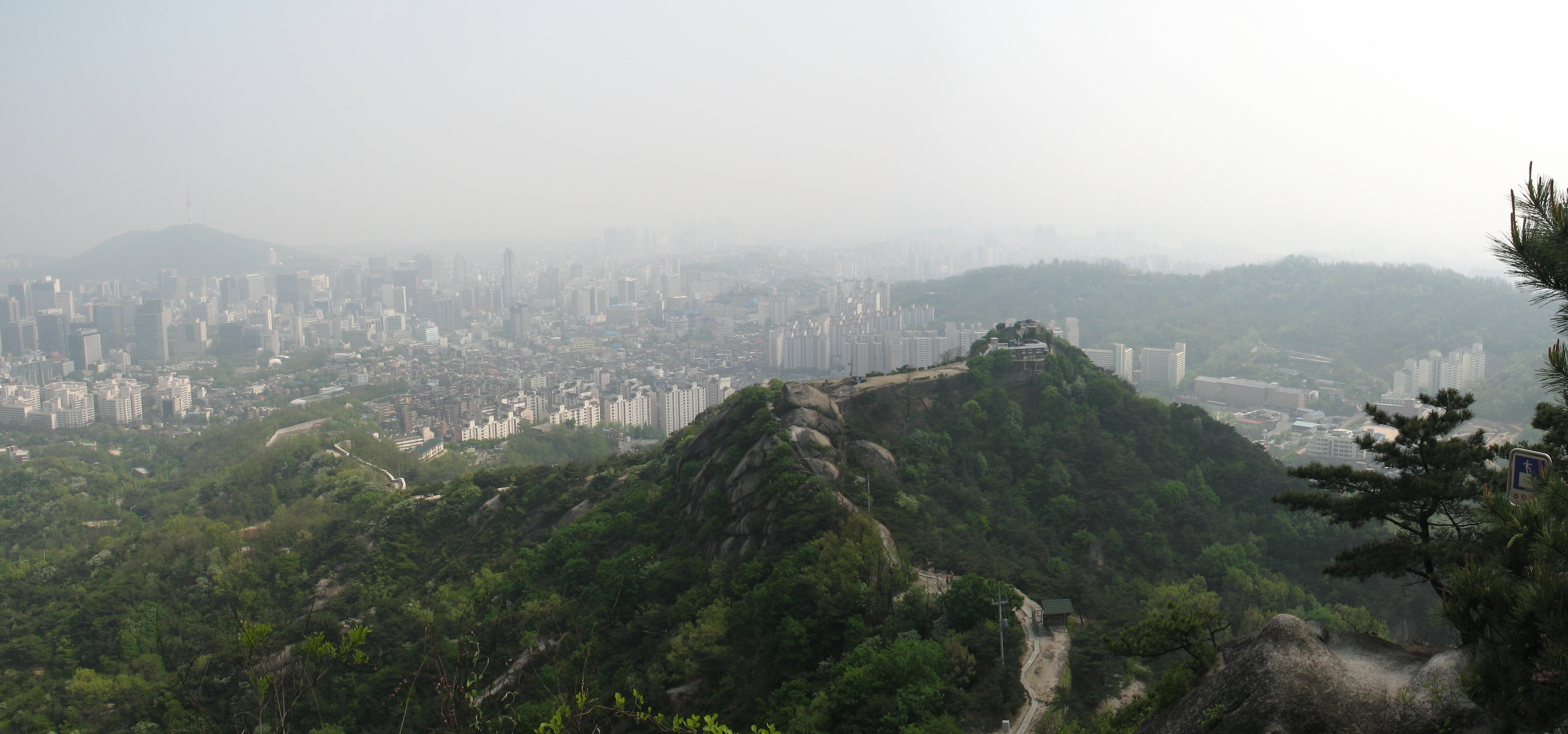

Сеул — один із найбільших промислових і фінансових центрів світу. Тут розташовується близько 20 000 підприємств. Головні галузі промисловості: торгівля, машинобудування, телекомунікації, електроніка, будівництво.

## Клімат
Клімат Сеула визначається як мусонний. Сеул знаходиться на одній широті з півднем Туреччини (Анталія, Аланія), Грецією, Іспанією та іншими теплими країнами, тим не менш у місті, попри те, що воно оточене морем, відзначається стійка, хоча і нетривала м'яка зима. Середній мінімум у січні досягає −6 °C.
Літо в місті не тільки дуже жарке (середня температура серпня 25,4 °C), але і дуже вологе. Проте сильна спека в місті буває рідко, і температура вкрай рідко сягає 35 °C і вище. Цим Сеул відрізняється від міст із тропічним пустельним і степовим кліматом (Каїр, Ташкент, Астрахань та інші), в яких схожа середньочервнева температура. Влітку в місто приходить мусон (травень-вересень), і середньомісячна кількість опадів перевищує 300 мм. За добу іноді може випасти понад 100 мм опадів, а під час проходження тайфуну — понад 250 мм опадів.
У інші пори року переважають вітри з материка, а взимку переважає антициклональний тип погоди. Сеул не захищений від північних вітрів горами, іноді в місті температура може опускатися до температур в −15 °C і нижче.
| Клімат Сеулу                               | Клімат Сеулу | Клімат Сеулу | Клімат Сеулу | Клімат Сеулу | Клімат Сеулу | Клімат Сеулу | Клімат Сеулу | Клімат Сеулу | Клімат Сеулу | Клімат Сеулу | Клімат Сеулу | Клімат Сеулу | Клімат Сеулу |
| Показник                                   | Січ.         | Лют.         | Бер.         | Квіт.        | Трав.        | Черв.        | Лип.         | Серп.        | Вер.         | Жовт.        | Лист.        | Груд.        | Рік          |
| Абсолютний максимум, °C                    | 13,5         | 18,7         | 23,0         | 29,8         | 32,4         | 37,4         | 38,4         | 38,1         | 36,0         | 29,6         | 24,0         | 19,6         | 38,4         |
| Середній максимум, °C                      | 1,6          | 4,1          | 10,1         | 17,6         | 22,8         | 26,9         | 28,8         | 29,5         | 25,6         | 19,7         | 11,5         | 4,2          | 16,9         |
| Середня температура, °C                    | −2,7         | −0,1         | 5,5          | 12,2         | 17,4         | 21,9         | 24,9         | 25,4         | 20,8         | 14,4         | 6,8          | −0,2         | 12,2         |
| Середній мінімум, °C                       | −6,1         | −4,1         | 1,1          | 7,3          | 12,6         | 17,8         | 21,8         | 22,1         | 16,7         | 9,8          | 2,9          | −3,4         | 8,2          |
| Абсолютний мінімум, °C                     | −22          | −19,8        | −15,3        | −4,6         | 4,6          | 7,0          | 11,9         | 12,5         | 3,9          | −2,6         | −11,5        | −18,1        | −22          |
| Норма опадів, мм                           | 22           | 24           | 46           | 77           | 102          | 133          | 328          | 348          | 138          | 49           | 53           | 28           | 1345         |
| ------------------------------------------ | ------------ | ------------ | ------------ | ------------ | ------------ | ------------ | ------------ | ------------ | ------------ | ------------ | ------------ | ------------ | ------------ |
| Джерело: worldweather.org, Погода і Клімат |              |              |              |              |              |              |              |              |              |              |              |              |              |

## Культура та мистецтво

### Театр і музика
У Сеулі є багато видів культурних заходів. Традиційна, сучасна та класична музика, танці, театральні вистави і багато чого іншого тут можуть запропонувати вам. По всьому місті розсіяно багато малих театрів, які часто є експериментальними.

### Національний театр Кореї
Національний театр Кореї (кор. 국립 극장) був заснований у 1973 році і розташований на Намсані. Він є «домом» для Державного оркестру, Національного танцю і Національного драматичної компанії. Найбільші два зали, де проходить багато важливих культурних подій у країні, мають більше ніж 1500 місць. Крім того, у театрі діє експериментальний театр і амфітеатр, що призначені для менш офіційних виступів.

### Культурний центр Седжона
Названий на честь короля Седжона Культурний Центр Сечжона (세종 문화 회관) має найбільший зал у місті з 4000 місць. Тут ви можете знайти концерти та опери. У Малому залі зазвичай відбуваються хори або лекції, зокрема, є також безкоштовні вистави у дворі. Крім того, бувають часто мінливі виставки каліграфії, живопису та аналогічного мистецтва.

## Туризм і визначні пам'ятки

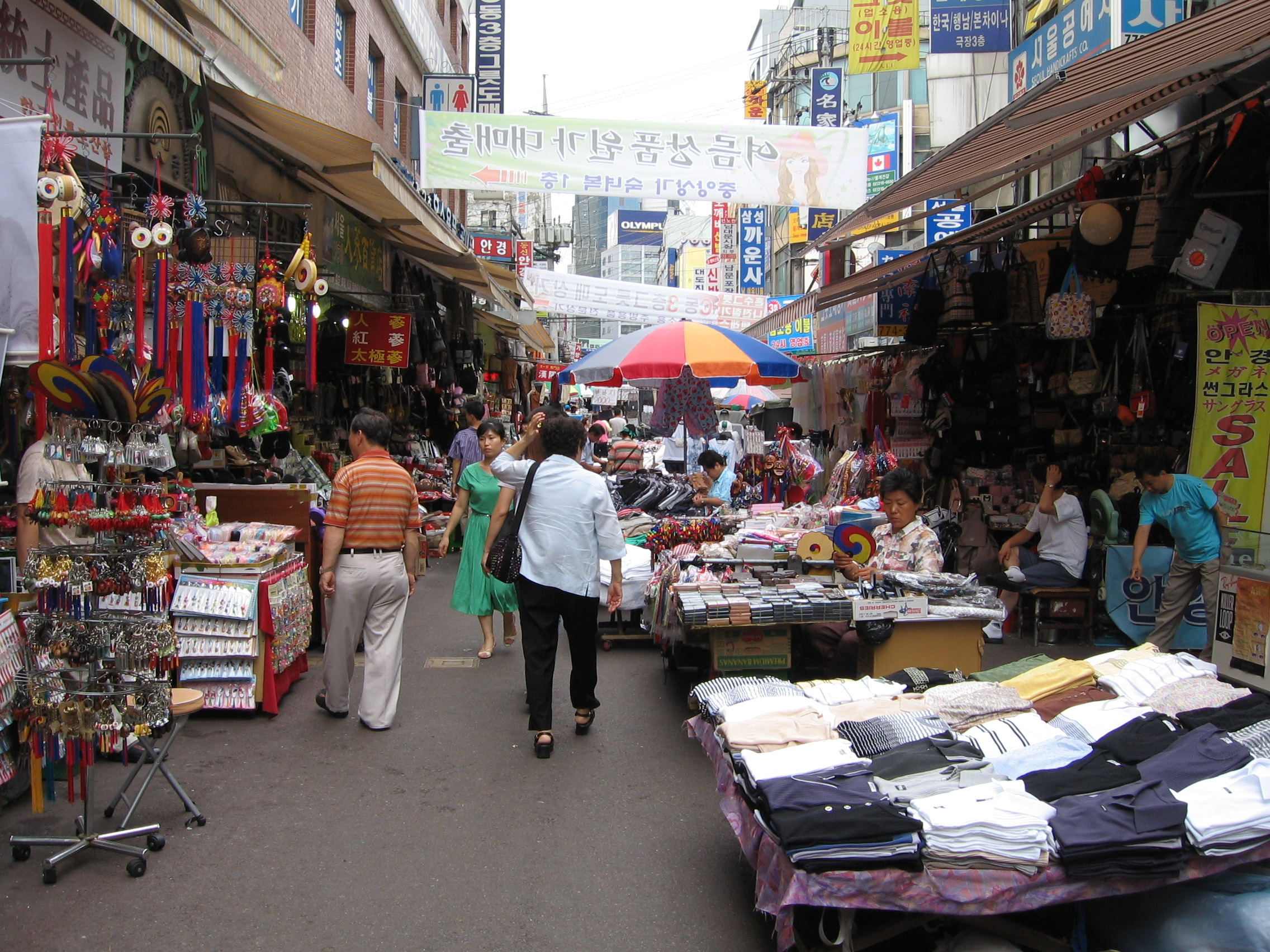
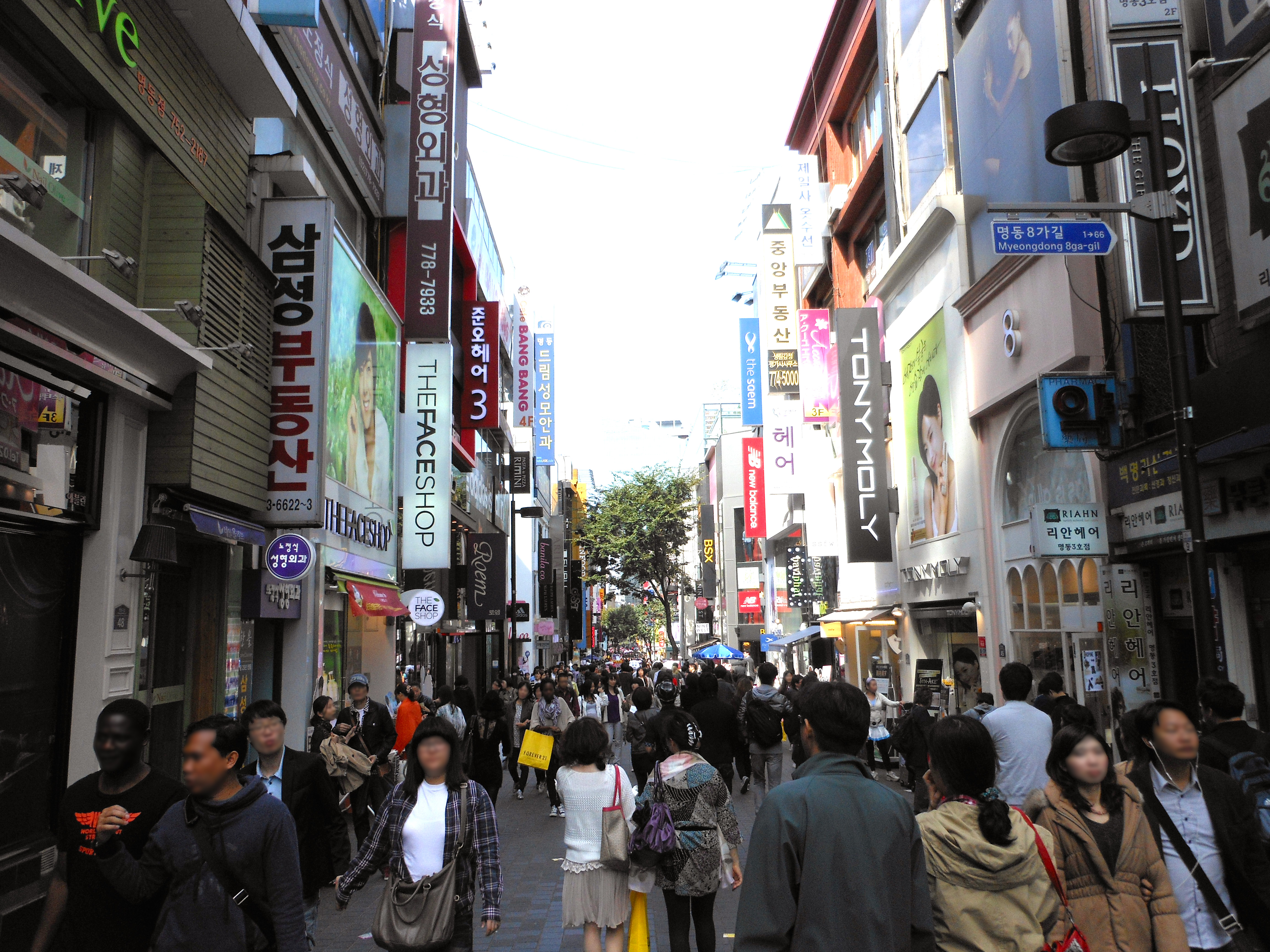
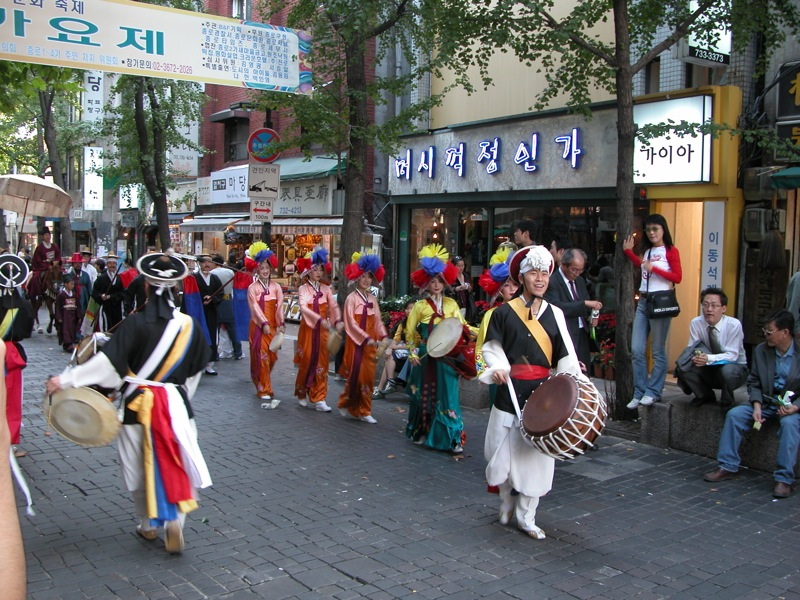
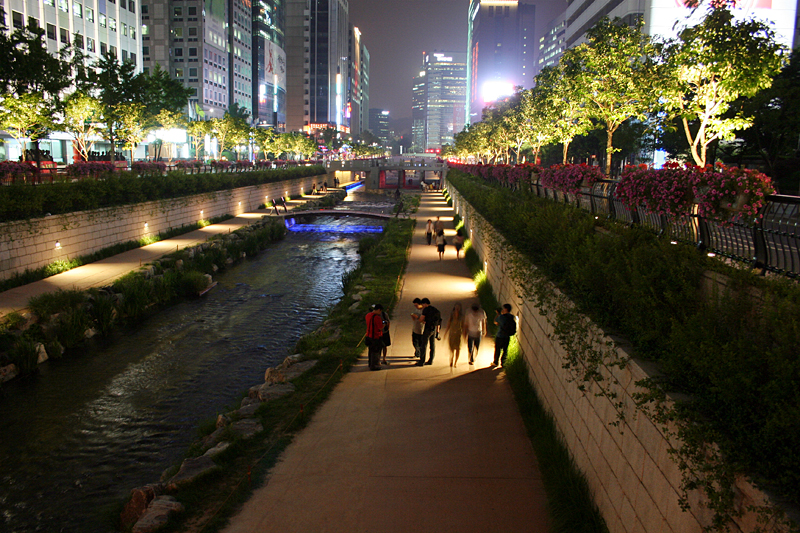

Туристів із Європи поки в Сеулі не дуже багато. Можна довго блукати по вулицях і не зустріти ні одного. Зате багато з Японії та Китаю. Тут практично немає вуличної злочинності. По місту можна безпечно ходити де завгодно в будь-який час доби. Напевно, саме тому якихось спеціальних елітних районів тут теж не видно.
Значення Сеула для Кореї важко переоцінити. Навіть у конституції Північної Кореї аж до 1972 року було записано, що Сеул — столиця, а Пхеньян — місце тимчасового перебування уряду.

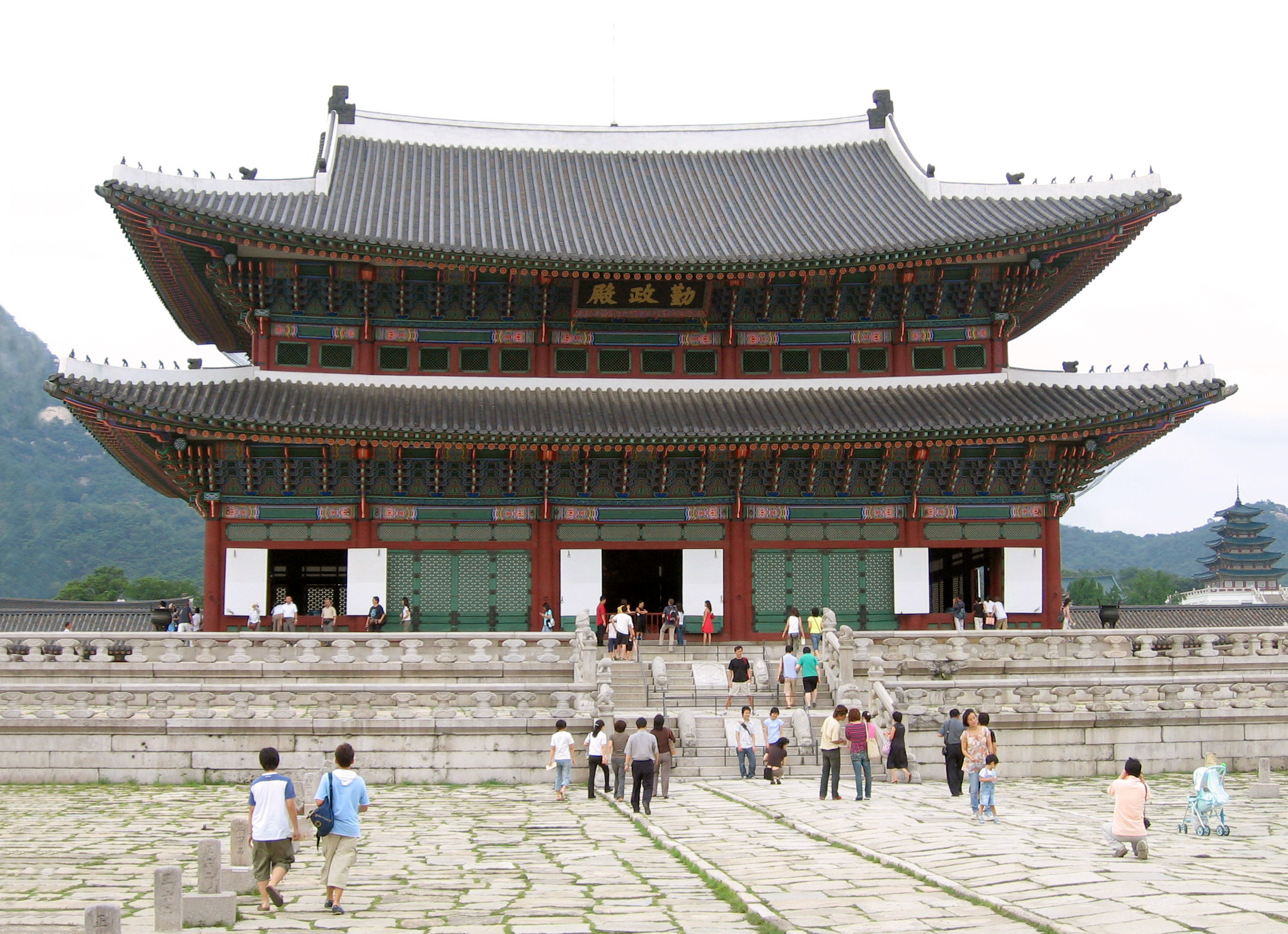
Тронний зал палацу Кьонбоккун

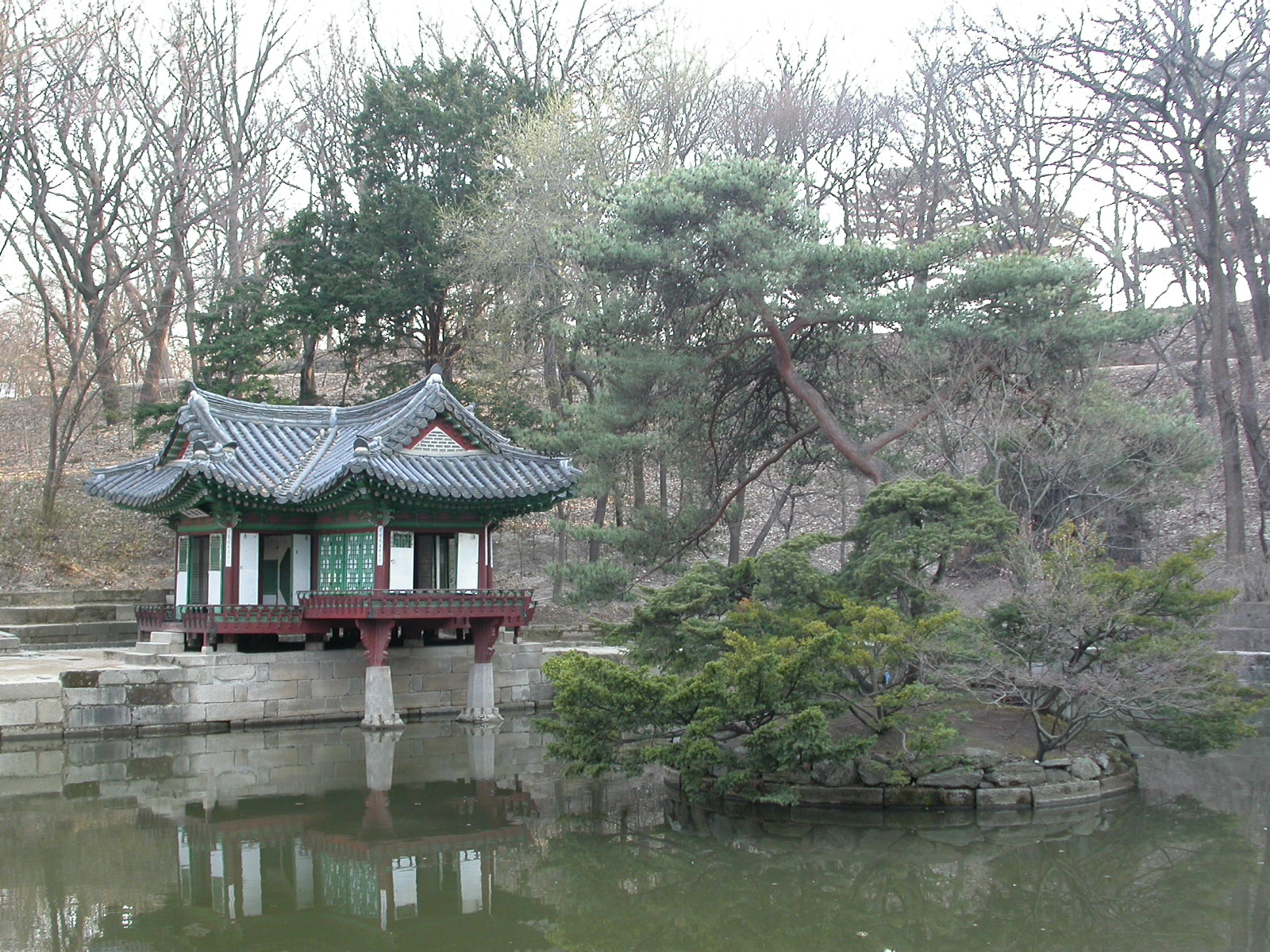
Павільйон Пуйонджон у секретному саду Вівон у Чхандоккуні

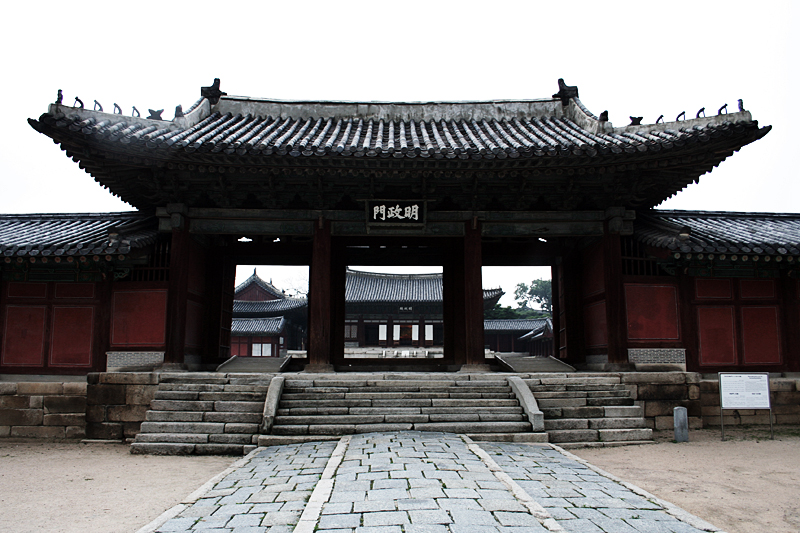
Парадні ворота палацу Чхангьонгун

Династія Чосон побудувала в Сеулі «П'ять великих палаців»:
- Чхандоккун (창덕궁; 昌德宮)
- Чхангьонгун (창경궁; 昌慶宮)
- Токсугун (덕수궁; 德壽宮)
- Кьонбоккун (경복궁; 景福宮)
- Кьонхігун (경희궁; 慶熙宮)

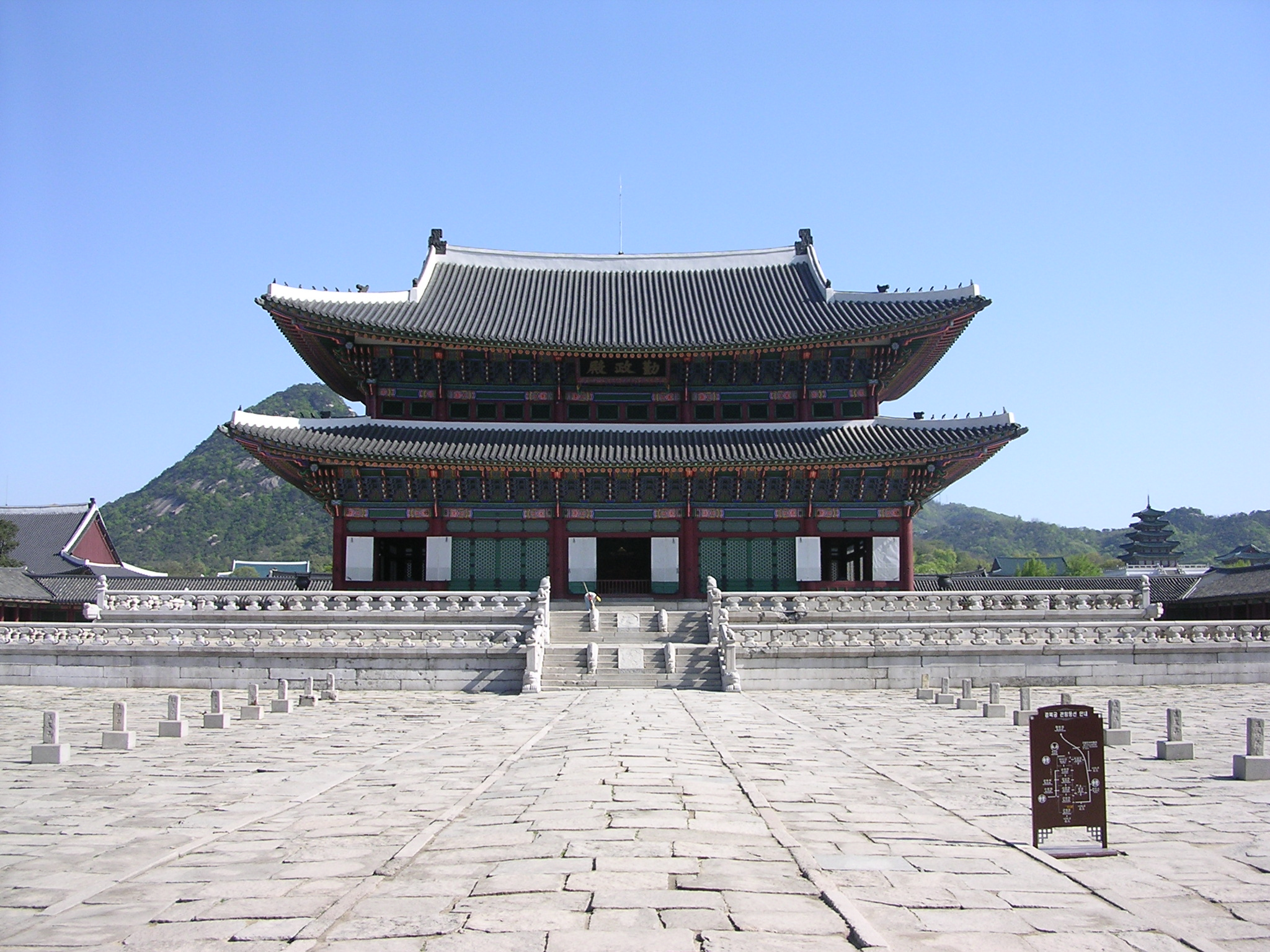
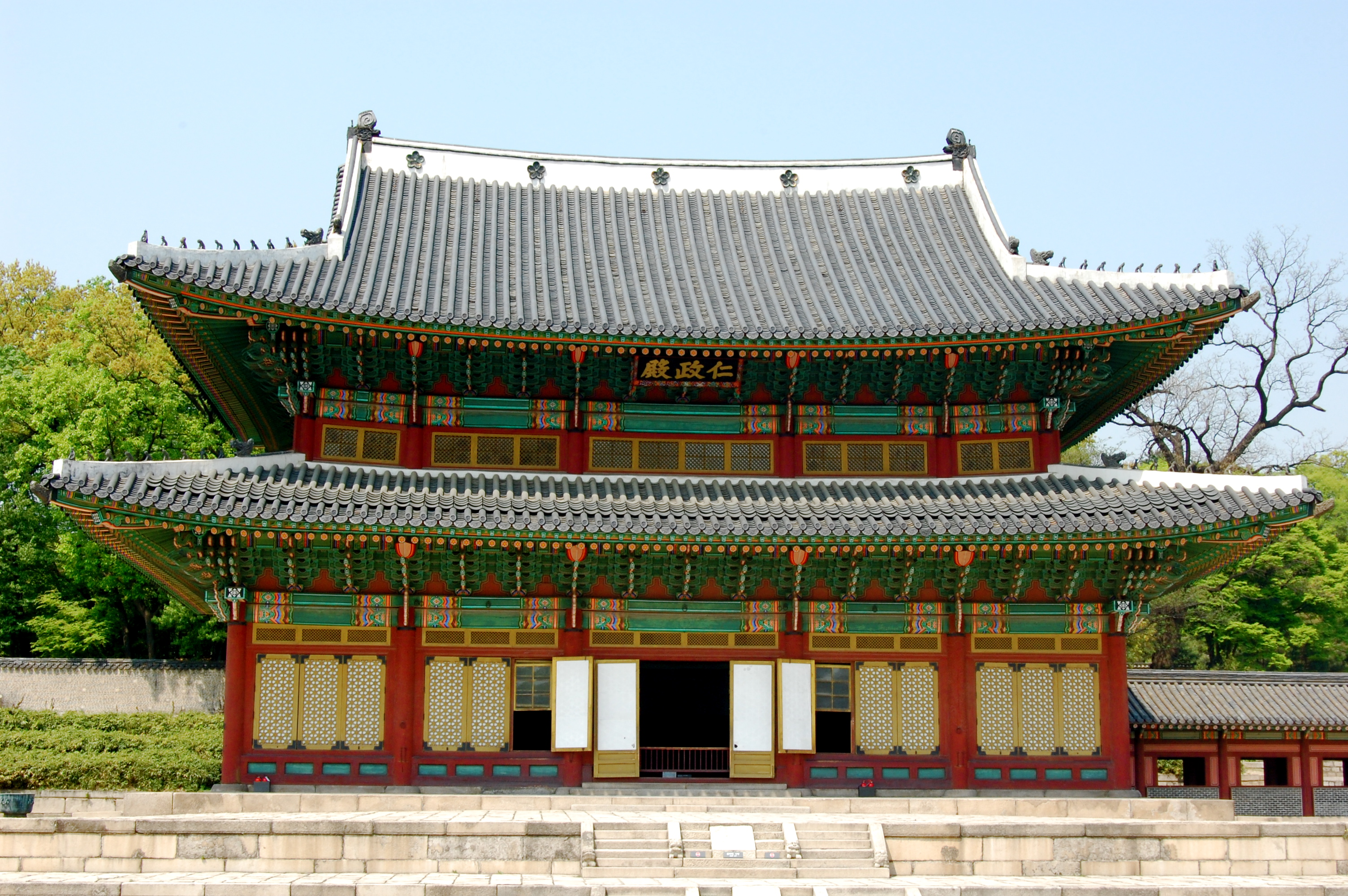
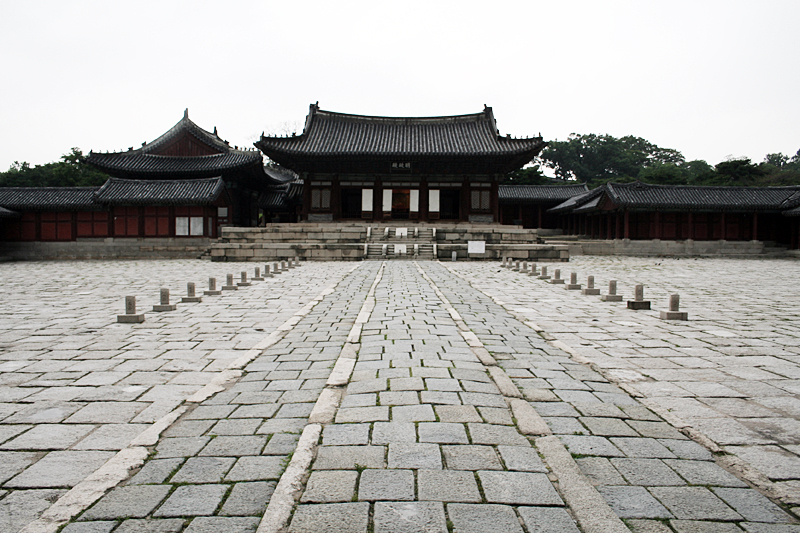
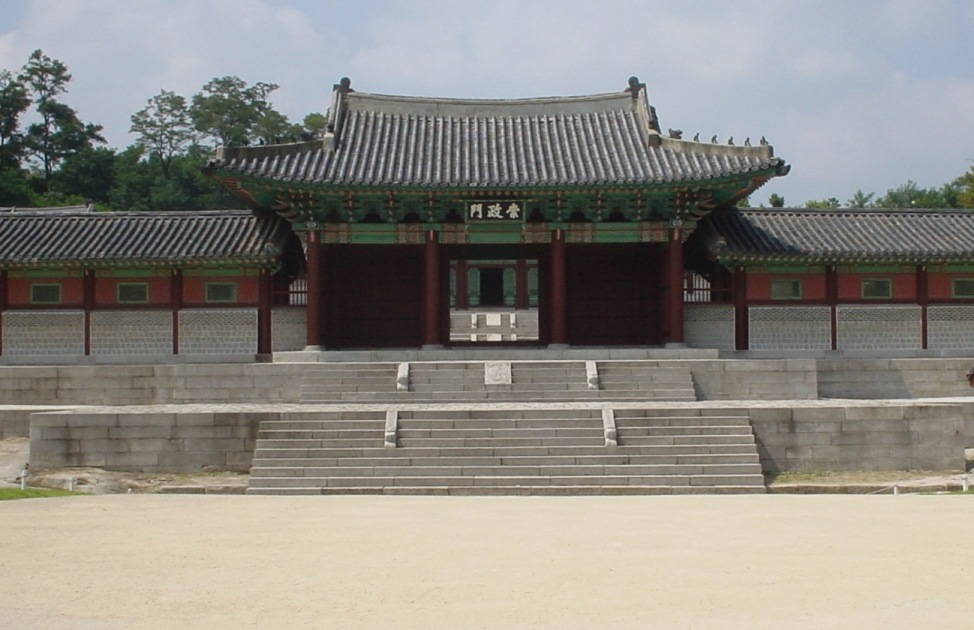
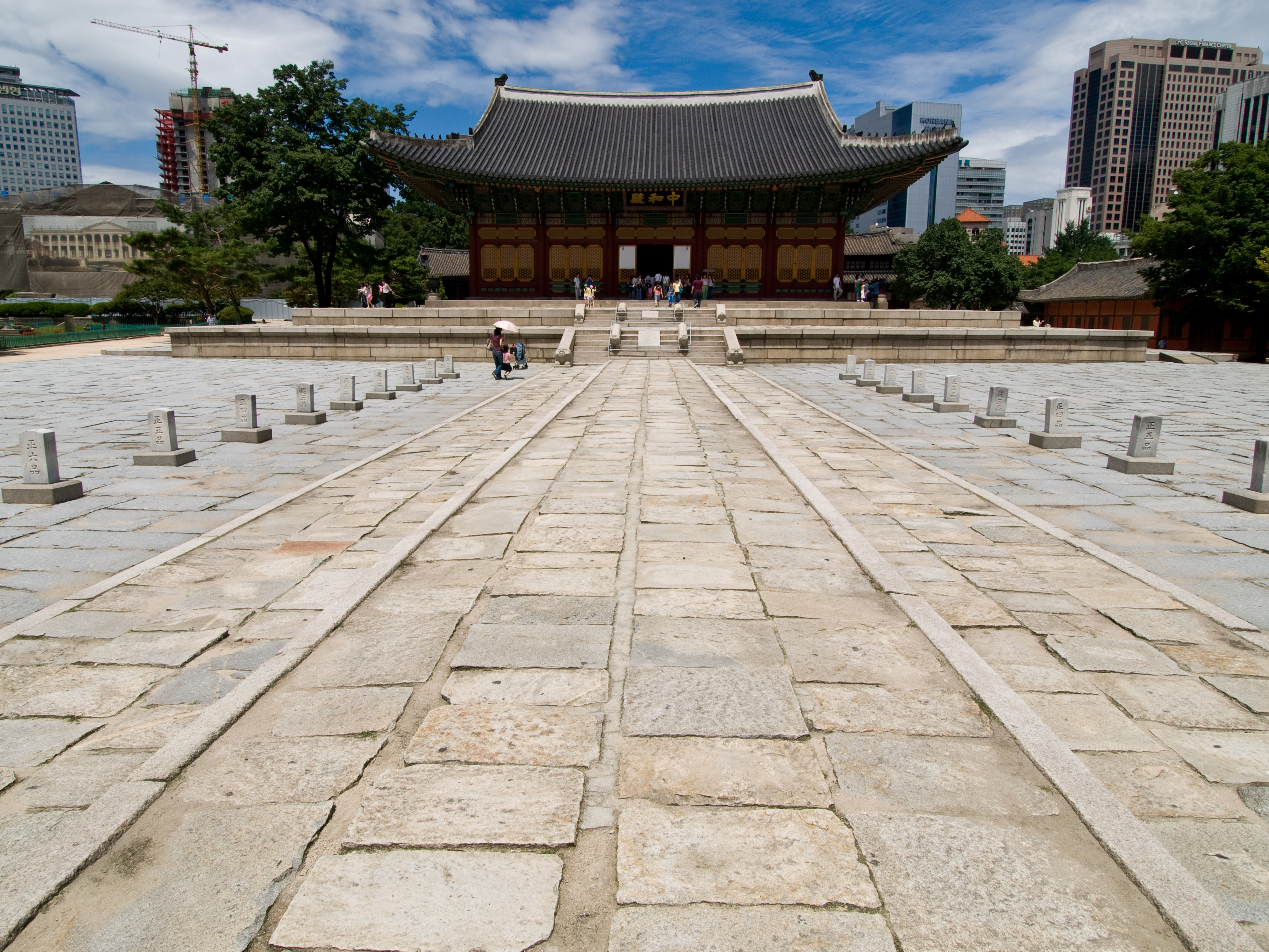

Крім того, є один менш значимий палац:

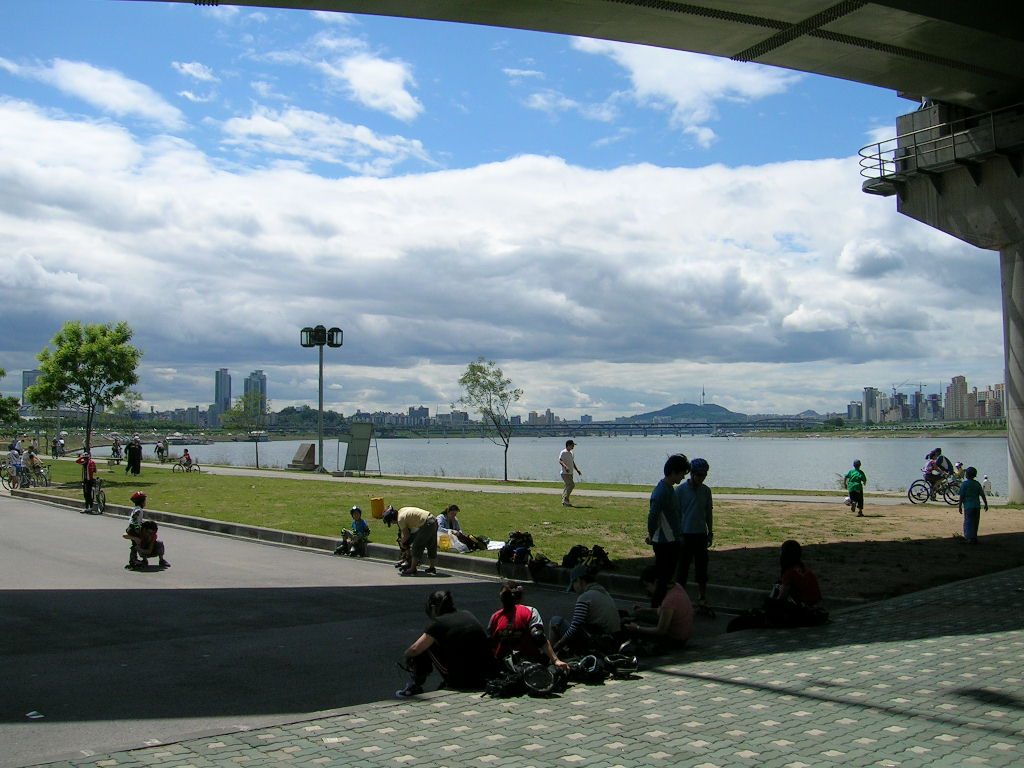
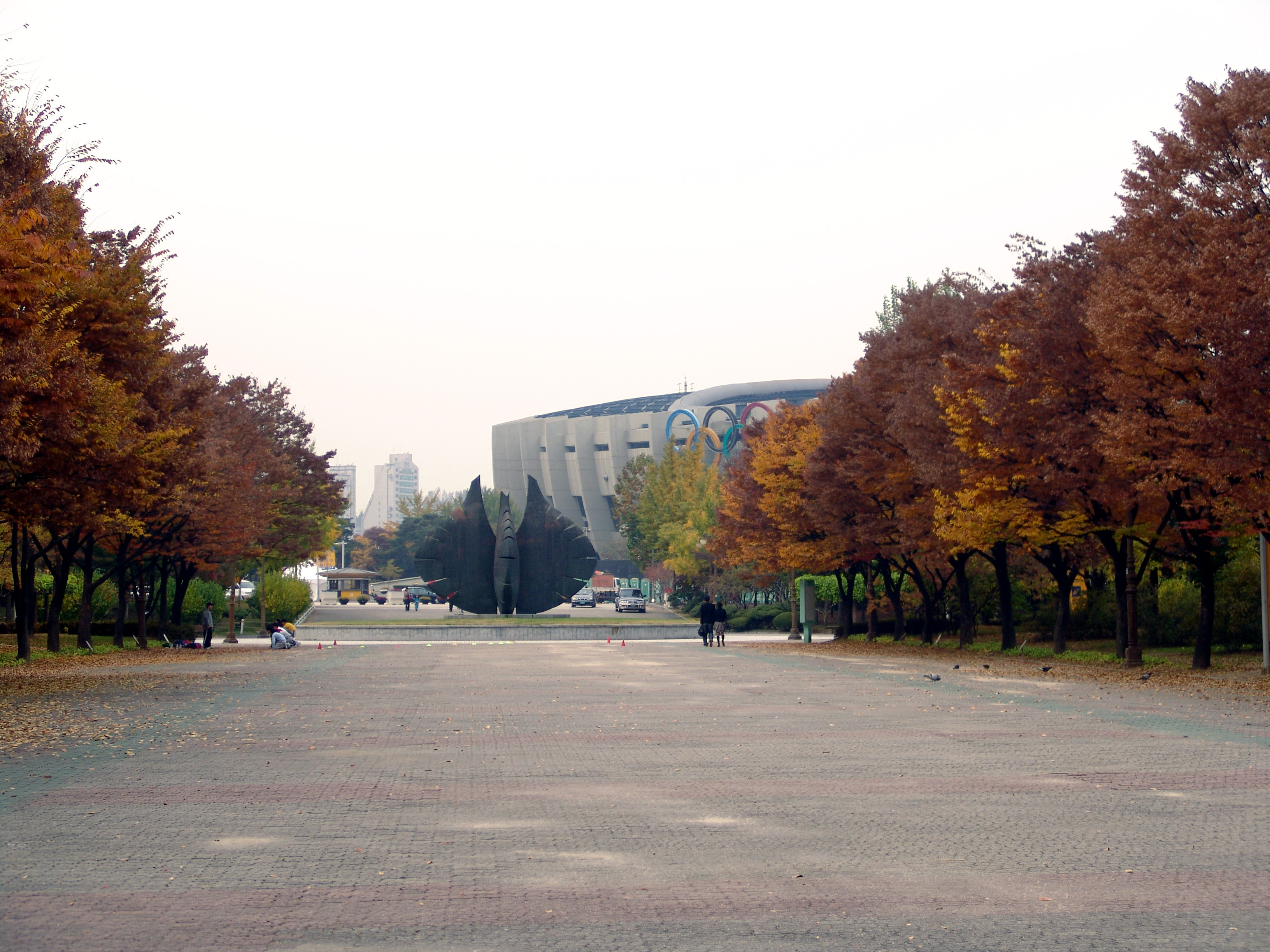

- Унхьонгун (운현궁; 雲峴宮)

Відомі храми і гробниці:
- Чонмьо
- Тонмьо
- Мунмьо
- Чогеса
- Хвагеса
- Наксонде

Музеї і галереї:
- Національний історичний музей
- Військовий меморіал

У передмістях:
- Монумент Самджондо
- Намхансон
- Пукхансон
- Парк Намсан
- Парк Сунджюн

Інші:
- Юксам Білдинг
- Фонтан веселки
- Чхонваде

## Транспорт

### Метрополітен

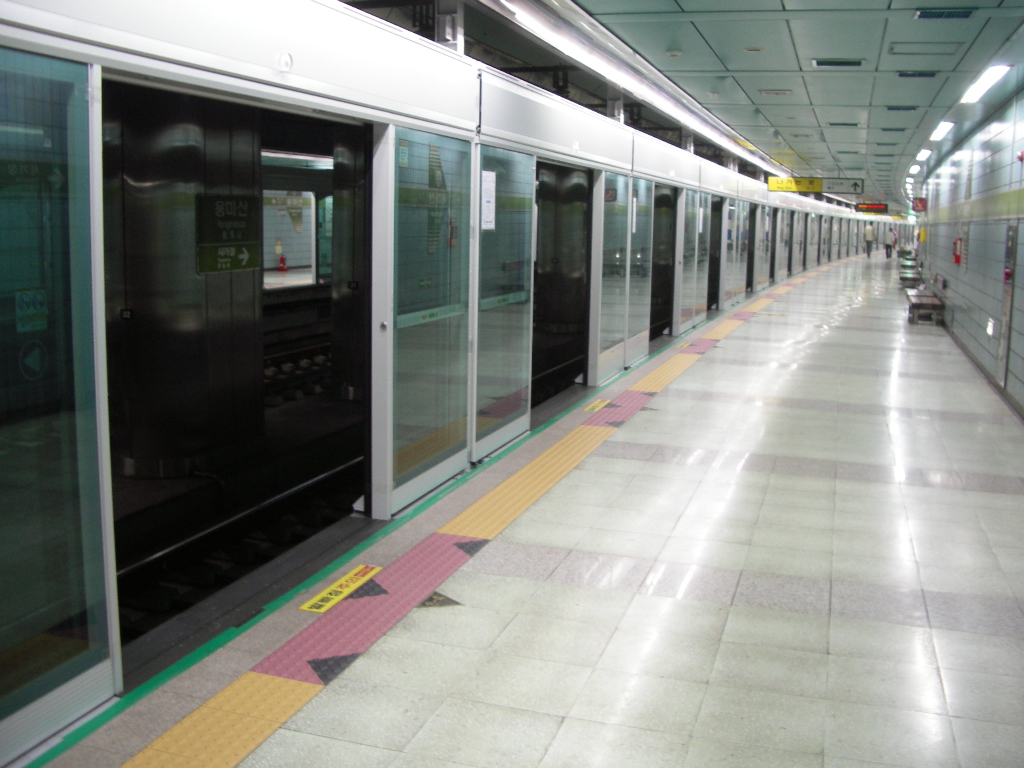
Типова станція Сеульського метро

У місті діє метрополітен, за обсягами пасажироперевезень займає одне з перших місць в Азії. Дев'ять ліній метро мають номери від 1 до 9, є лінія Чун'ансон (кор. 중앙선), що є залізницею, але яка має спільні станції пересадок із лініями метрополітену, і лінія Пундансон (кор. 분당선), теж відноситься радше до залізниці, ніж до лінії метрополітену. Ця лінія складається з 36 станцій, але на території міста має лише 13 станцій.
Визначення кількості станцій метро, що належать місту, є дуже складним з огляду на тісну взаємодію державного і приватного капіталів при будівництві ліній метрополітену, а також у зв'язку з тим, що сеульське метро спочатку з'явилося як частина приміських залізниць (перша лінія метро була всього лише з'єднувальною ділянкою двох приміських залізниць).
Дев'ята лінія метро, введена в експлуатацію в 2009 році. Вона простягнулася вздовж південного берега річки Ханган і складається з 38 станцій.
На схемах метрополітену лінії і станції пронумеровані, що дозволяє іноземцям досить легко орієнтуватися при призначенні зустрічей на певних станціях. Назви всіх станцій і взагалі всі покажчики в метрополітені продубльовані англійською мовою (а назви станцій мають аналоги ханчча).

### Наземний транспорт

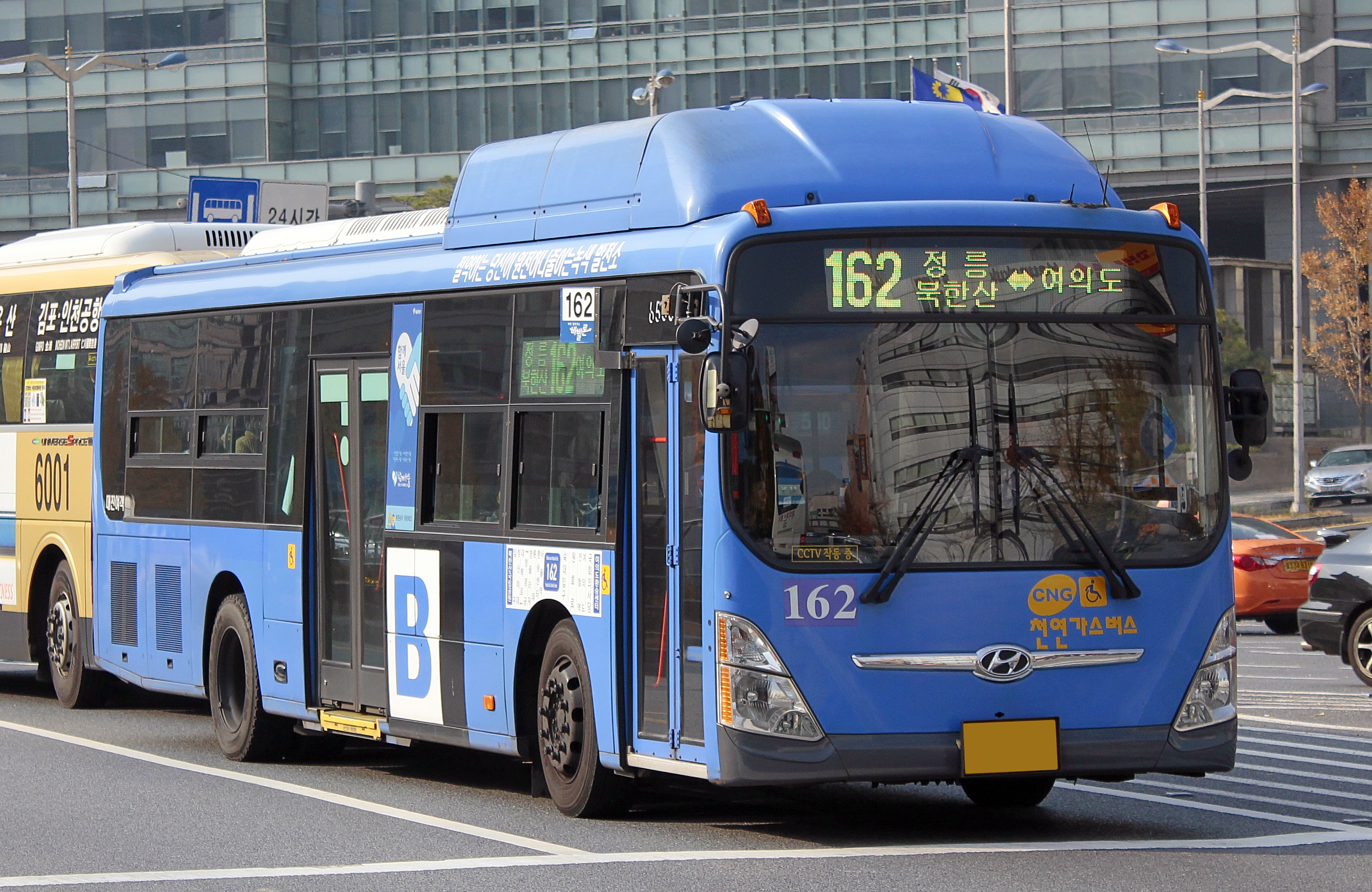
Сеульський автобус

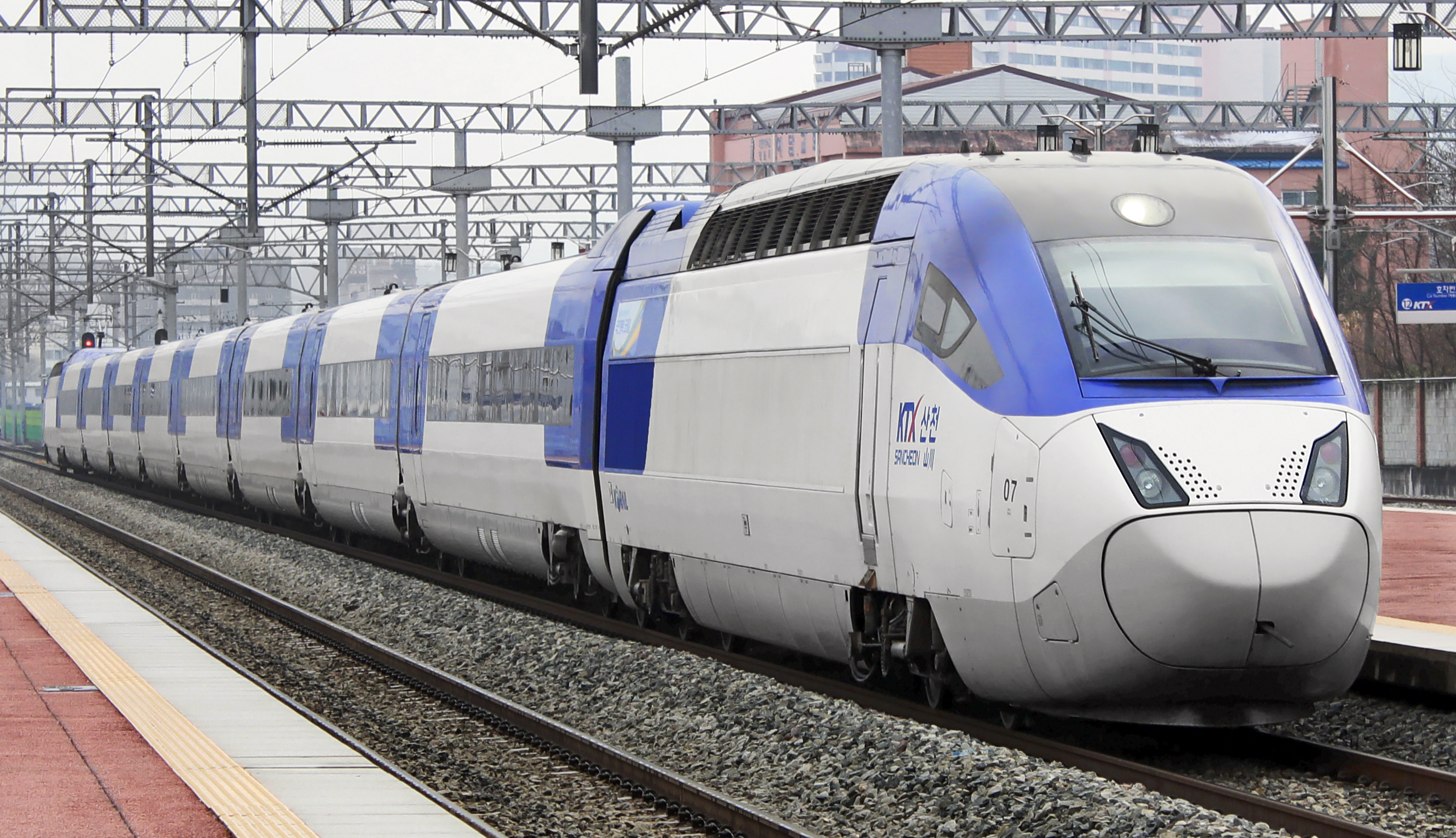
Поїзд швидкісної залізниці KTX

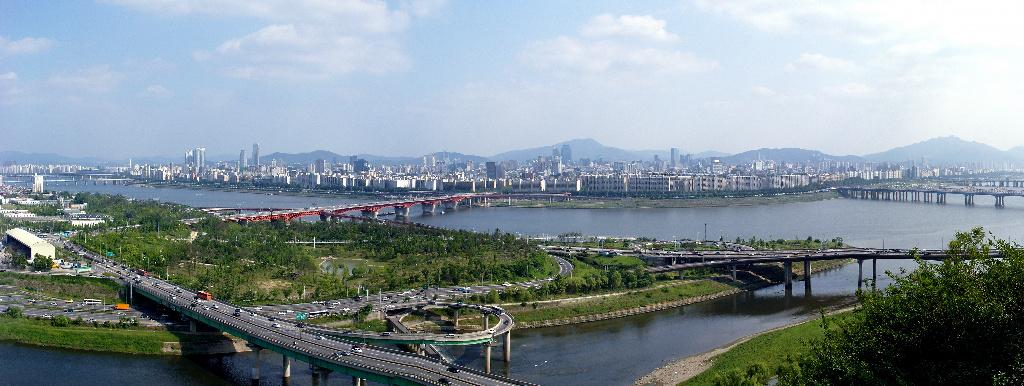
Інфраструктура

Транспортний бум у Сеулі бере свій початок в епоху Корейської імперії, коли були прокладені перші автодороги і перша залізниця до Сінийджу. З того часу транспортна система міста сильно розрослася, зробивши його одним із найбільших транспортних вузлів Азії. У місті прокладено метрополітен із дев'ятьма лініями, діє близько 200 автобусних маршрутів, і шість великих автострад (хайвеїв), що з'єднують райони міста і передмістя. Сеул з'єднується з іншими містами країни за допомогою швидкісної залізниці KTX, що є однією з найшвидших у світі.
До середини 1970-х років у діловому центрі Сеула існував і трамвай, однак із початком введення в експлуатацію метрополітену, а також із тією обставиною, що трамвайні колії займали забагато місця на вузьких вуличках Сеула в умовах постійного збільшення чисельності автотранспорту, було прийнято рішення ліквідувати цей вид транспорту.
У місті і на міжміських маршрутах дуже розвинений автобусний транспорт. Автобуси мають перевагу перед приватним автотранспортом і це правило дотримується в абсолютній більшості випадків (основні порушники цього правила — таксисти, з якими у водіїв автобусів йде непримиренна ворожнеча — це помічають багато гостей Сеула). Однак у зв'язку з неухильним зростанням особистого автотранспорту кілька років тому серйозно постала проблема пробок на дорогах. Проблему пробок для автобусів вдалося вирішити завдяки ініціативі нинішнього президента, а в той час (2007 рік) ще мер Сеула Лі Мен Бак а — на одній із центральних доріг Хангана (кор. 한강로) від моста Ханган (кор. 한강 대교) до площі сеульського вокзалу були прокладені спеціальні автобусні лінії. У результаті нововведення час поїздки містян із південних районів Сеула в центр міста вранці і з центру міста ввечері по цьому маршруту скоротилося приблизно в 2,5—3 рази. Відразу ж слідом за цим нововведенням в інших районах Сеула пішли аналогічні зміни.

### Повітряний транспорт
Місто обслуговується двома аеропортами.
Аеропорт Кімпхо довгий час був єдиним у країні міжнародним аеропортом. У березні 2001 року відкрився Міжнародний аеропорт Інчхон у місті Інчхон. Після цього аеропорт Кімпхо став здійснювати тільки внутрішні рейси (за винятком рейсів у Токіо і Шанхай). Інчхонскій аеропорт входить до числа найбільших у Східній Азії, поряд з аеропортами Гонконгу і Сінгапуру. З 2005 року Міжнародна асоціація повітряного транспорту визнає 4 роки поспіль Інчхонскій аеропорт найкращим у світі. Обидва аеропорти пов'язані з Сеулом швидкісними автомагістралями. У 2007 році відкрита початкова ділянка швидкісної залізничної лінії AREX між аеропортами Кімпхо і Інчхон, у кінці 2010 року лінія розширена до станції Сеул що є центральним залізничним вокзалом міста.

## Спорт і відпочинок

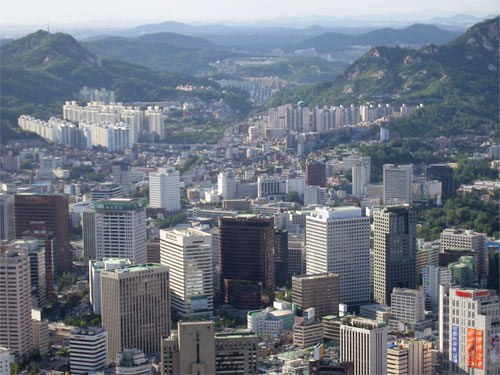
Вид на частину Сеулу

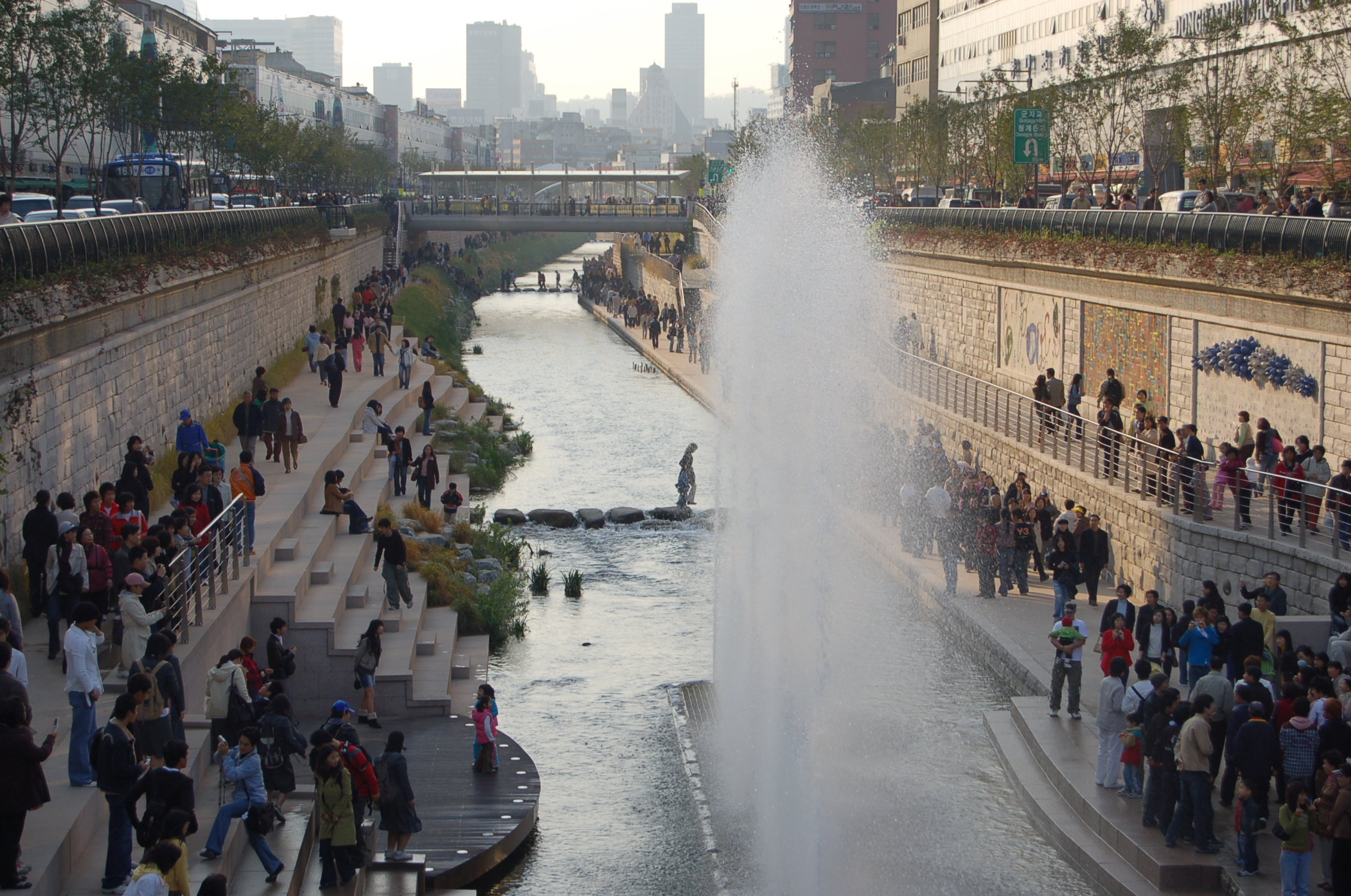
Перебудований Чхонгечхон

Історичний центр міста — це місто династії Чосон, що знаходиться тепер у діловому кварталі. Там є сусідами стародавні палаци, штаб-квартири корпорацій, сучасні офісні будівлі і готелі. Ця частина міста знаходиться в долині Чхонгечхон (청계천). На північ від ділового центру знаходиться гора Пукхансан, а на південь — невелика гора Намсан, на якій розташована телевежа Намсан.
Далі на південь знаходяться колишні околиці Енсангу і Мапогу і протікає річка Ханган. На іншій стороні річки, в південно-східній частині Сеула знаходиться сучасний район Каннамгу і його околиці. Тут розташовується корейський Міжнародний Торговий Центр. Великою популярністю користується розважальний комплекс COEX, в якому зосереджена величезна кількість усіляких закусочних і ресторанчиків, кінотеатрів і магазинів, а також — великий підземний океанарій.
У сусідньому районі Сонпхагу розташований парк розваг Lotte World, який також є дуже популярним місцем у місті.
На Йоийдо, невеликому острові посеред річки Ханган, на якому в давні часи була переправа на північний берег річки, і який колись використовувався як військовий аеродром, розташовуються Національна Асамблея Республіки Корея, головні теле- і радіомовні студії і велика кількість офісних будівель.
Акуратне планування міста була ключовою концепцією при його забудові починаючи з XIV століття. Королівські палаци династії Чосон до цього дня знаходяться в Сеулі. Головний імператорський палац (Кенбоккун) відновлено у колишньому вигляді.
У зв'язку з великим обсягом роботи, проробленим урядом міста для зниження забруднення навколишнього середовища, повітря в місті за чистотою дорівнює токійському, і набагато чистіше, ніж у Пекіні. У Сеулі та навколишніх районах розташовується шість великих парків, включаючи Сеульський ліс, відкритий у 2005 році. Зона навколо Сеула засаджена лісосмугою для захисту від забруднення підприємствами, що знаходяться в провінції Кьонгідо. Крім того, в Сеулі знаходяться три великих парку розваг: Lotte World, Seoul Land і Everland, розташований у передмісті Йон'ін. Найбільш відвідуваний із них — Lotte World. Інші центри відпочинку — це, перш за все, олімпійський стадіон і стадіон чемпіонату світу 2002 року, а також публічний парк у центрі міста.
Берег острова Йоідо — мабуть, найбільш розвинута частина міського парку річки Ханган (кор. 한강 시민 공원), який простягнувся по обох берегах і проходить через усе місто: біля берега працюють кораблі-ресторани, по трьох маршрутах курсують річкові «трамвайчики», крім цього є станція річкового таксі (перевезення здійснюється невеликими катерами, досить швидкими), також на березі острова розташована велика кількість комерційних наметів, які торгують продуктами швидкого приготування і напоями (аж до алкогольних), є кілька пунктів оренди велосипедів, спортивні майданчики (зі штангами, турніками тощо), туалети. Ця частина парку річки Ханган користується у містян величезною популярністю, оскільки далеко не у всіх є час виїхати з родиною / друзями за місто або до моря навіть на вихідних. Величезні скупчення народу спостерігаються в основному ближче до кінця тижня, на вихідних та у свята. У будні дні вечорами біля берега можна зустріти чимало офісних працівників, які приходять відпочити з колегами після закінчення трудового дня. Основний контингент приїжджих сюди — молодь, однак часто зустрічаються і люди похилого віку.
Спеціально для любителів велосипедного спорту вздовж обох берегів річки Ханган простягнулися велосипедні траси. Територія парку в цей час (березень 2009 р.) активно розбудовується міською владою. Закінчення реконструкції намічено на кінець 2009 року.
Практично на всьому протязі в межах міста річку Ханган (а також велосипедні доріжки та спортивні майданчики) від житлових районів відгороджують швидкісні автомагістралі. Для того, щоб містянам було зручніше добиратися до берегів річки, через автомагістралі в деяких місцях вже побудовані, а місцями ще будуються пішохідні та велосипедні містки.

## Вища освіта

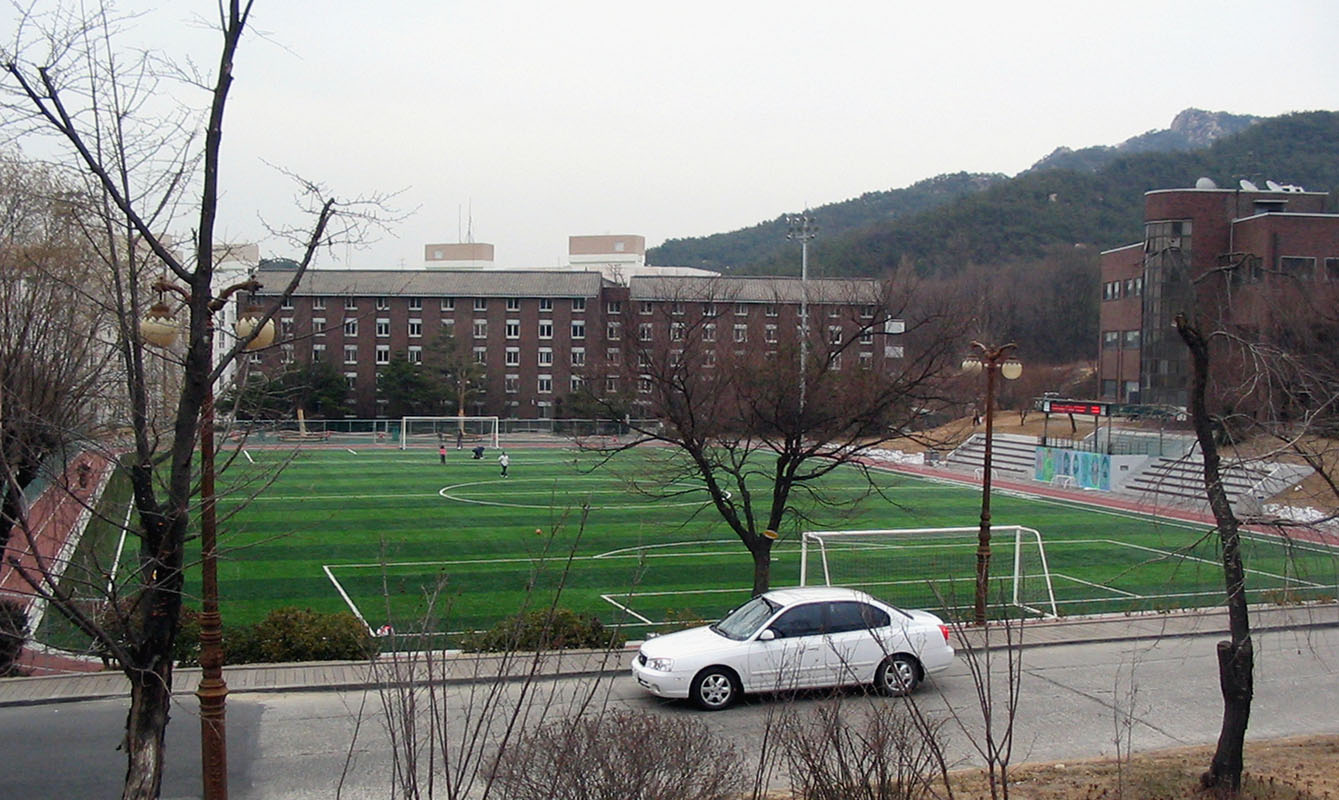
Сеульський Національний Університет

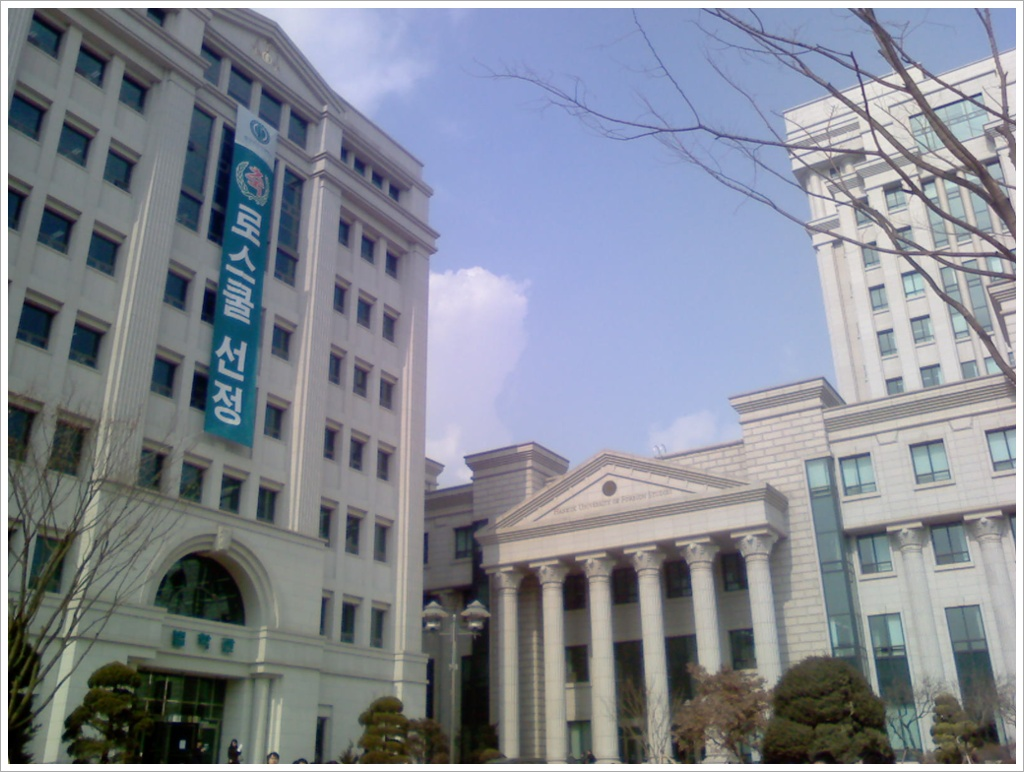
Університет іноземних мов Ханкук

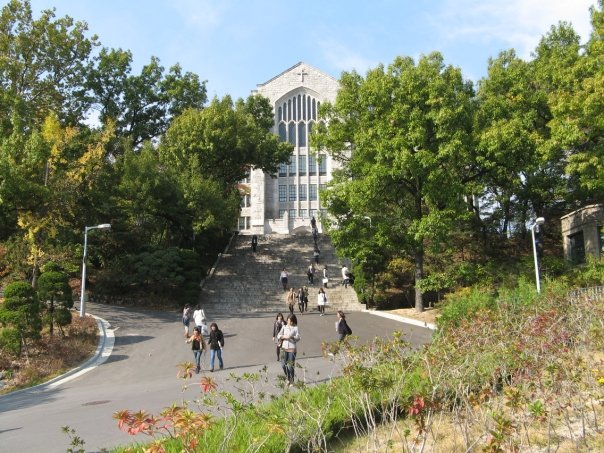
Жіночий університет Іхва

У Сеулі розташовуються найпрестижніші університети країни, включаючи Сеульський національний університет, Національний Університет Кореї, і Університет Йонсе.
Інші університети:
- Університет Чунан
- Університет мистецтв Чхуге
- Університет Танкхук
- Університет Тонгук
- Жіночий Університет Тондук
- Жіночий Університет Туксун
- Жіночий університет Іхва
- Університет іноземних мов Ханґук
- Університет Хансун
- Університет Ханьян
- Жіночий Університет Ханьян
- Університет Хонік
- Університет Індук
- Університет Канвун
- Університет Кхонкхук
- Університет Кунмін
- Національний Відкритий Університет Кореї
- Національний Фізичний Університет Кореї
- Національний Університет Мистецтв
- Університет Кюнгі
- Університет Кёнгхі
- Університет Мьонджи
- Університет Самюк
- Університет Санмюн
- Університет Седжон
- Університет Согьон
- Сеульський Жіночий Університет
- Університет Соган
- Жіночий Університет Сонсін
- Жіночий Університет Сукмюн
- Університет Сунсіль
- Університет Сонгюнгван
- Університет Сеула

## Відомі особистості, пов'язані з містом
- Акіхіко Хірата, японський актор
- Пе Йон Чжун, південнокорейський актор
- Чонг Монг-Ку, Голова Hyundai Kia Automotive Group
- Чонгхан Даніель Хонг, фізик-теоретик
- Го Кун, південнокорейський політик
- Чанг-Рей Лі, американський письменник
- Лі Хі-Ван, тренер німецької національної жіночої збірної з волейболу
- Хур Сук-хо, професійний гравець у гольф
- Джим Лі, американський художник коміксів і видавець
- Ко Чанг-су, південнокорейський композитор
- Лі Чхун Йон, корейський футболіст
- Лі Кван Кеун, південнокорейський оперний співак-баритон
- Лі Мін молодший, південнокорейський музикант (віолончеліст)
- Лінда Парк, американська актриса
- Чон Мьон Хун, південнокорейський диригент і піаніст
- Нам Джун Пайк, піонер відеоарту
- Пак Чі Сон, південнокорейський футболіст, гравець «Квінз Парк Рейнджерс», в 2005—2012 роках грав за «Манчестер Юнайтед»
- Псай, південнокорейський хіп-хоп-виконавець
- Ріу Сеунг-мін, південнокорейський гравець у настільний теніс
- Ян Сеондо, корейський поет і художник
- Жослен Йео, сингапурській плавець
- Сео Янвон, південнокорейський футболіст
- Сонг Девон, професійний скейтбордист
- Рейн, південнокорейський співак, актор, модель, бізнесмен і дизайнер.
- Хайнс Уорд, американський футболіст регбі
- Кім Джису, айдол співачка k-pop
- Чон Чонгук, артист k-pop-індустрії

## Галерея

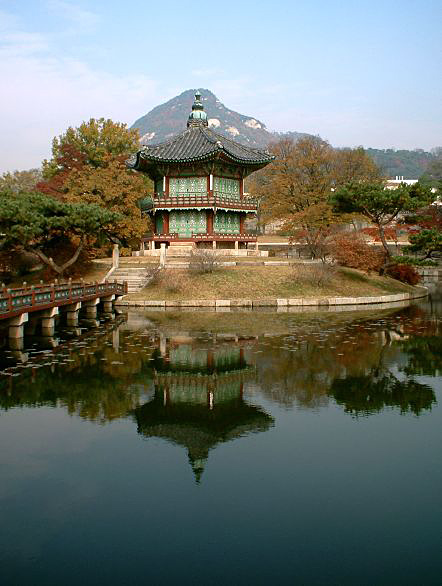
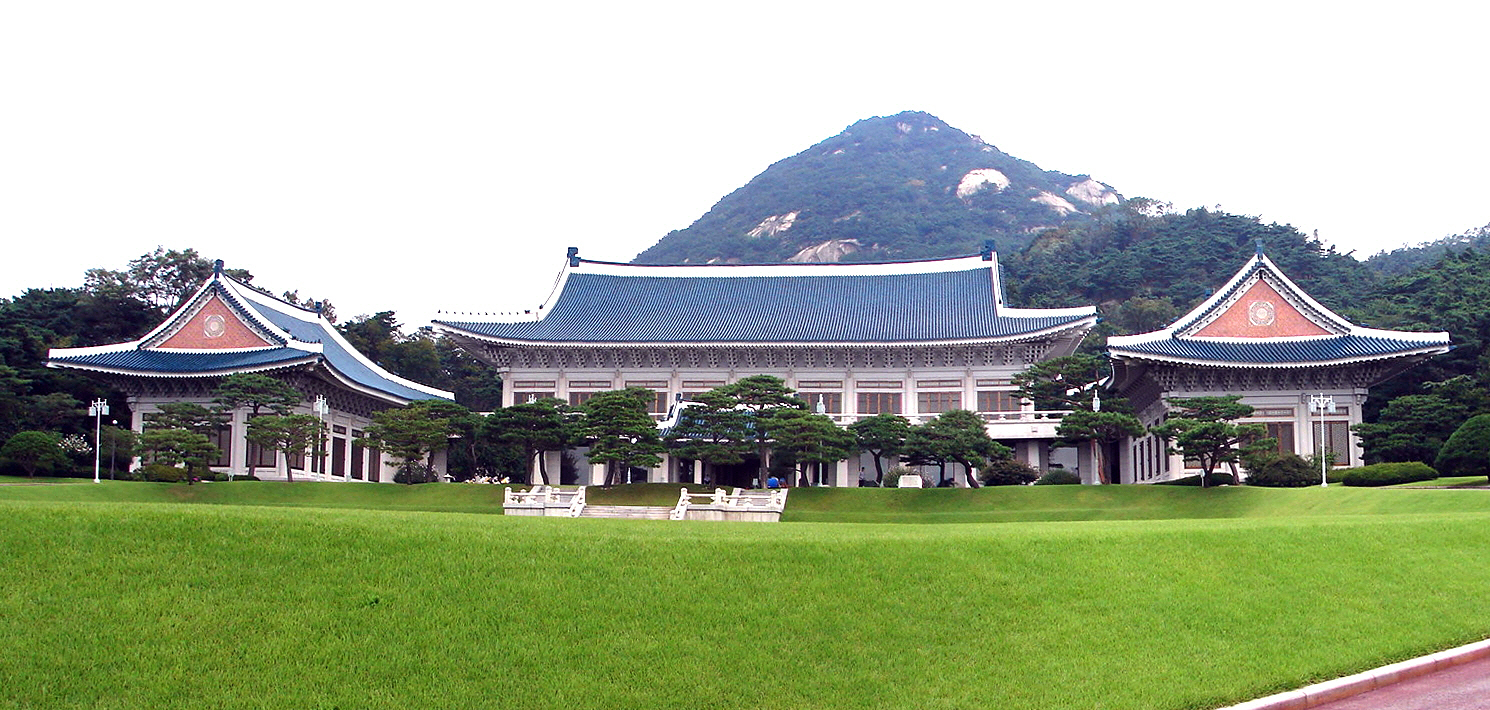
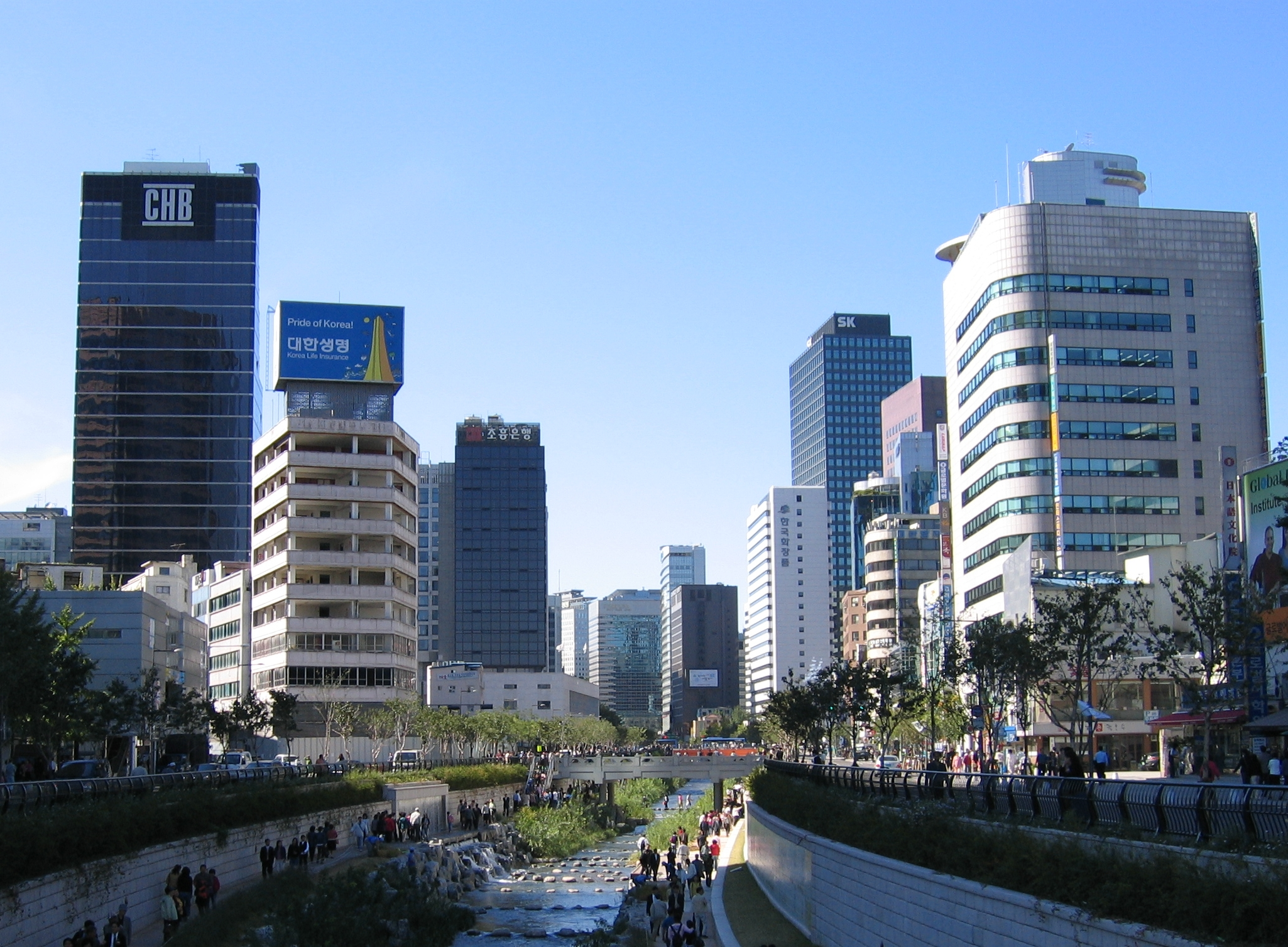
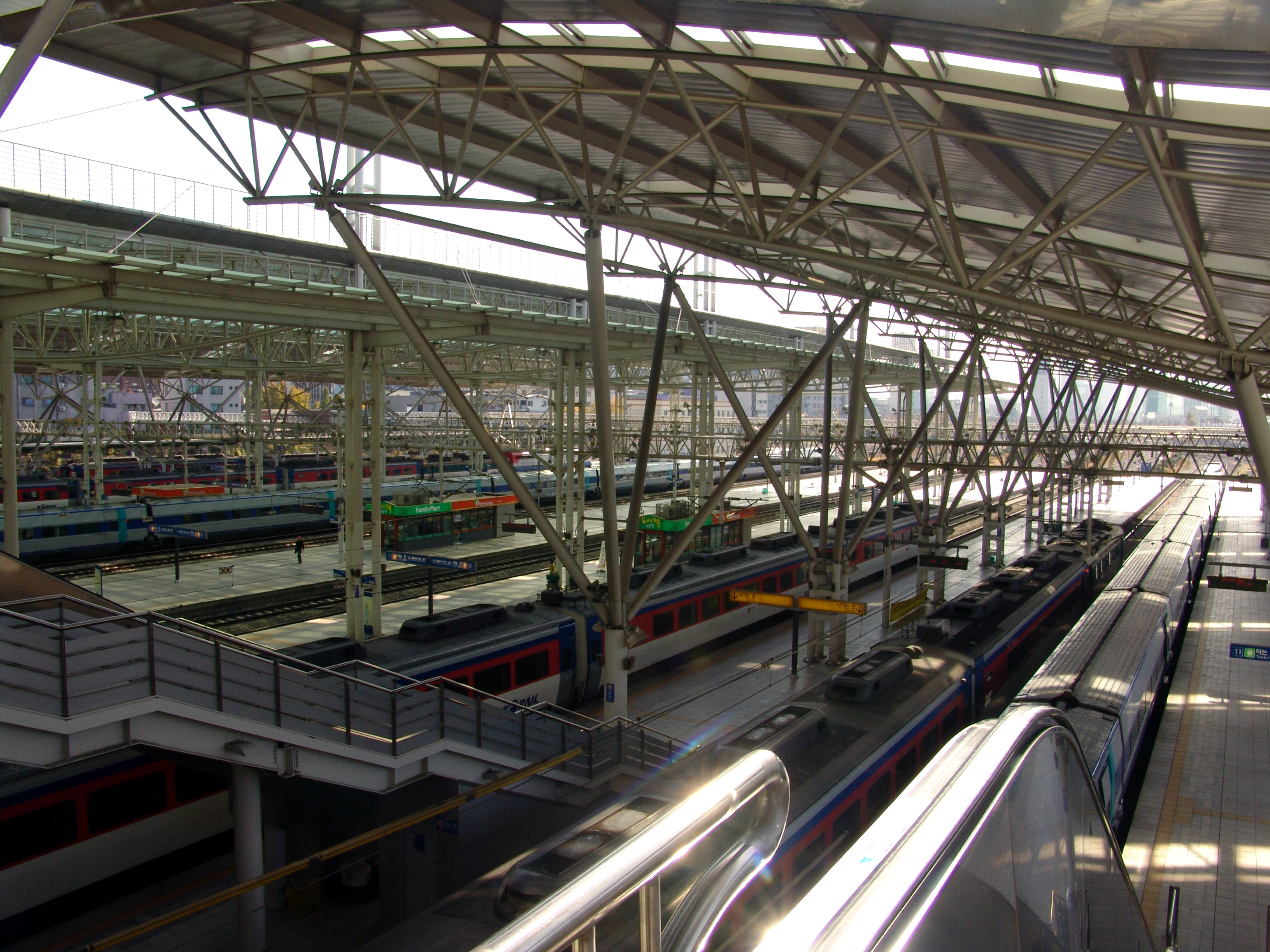
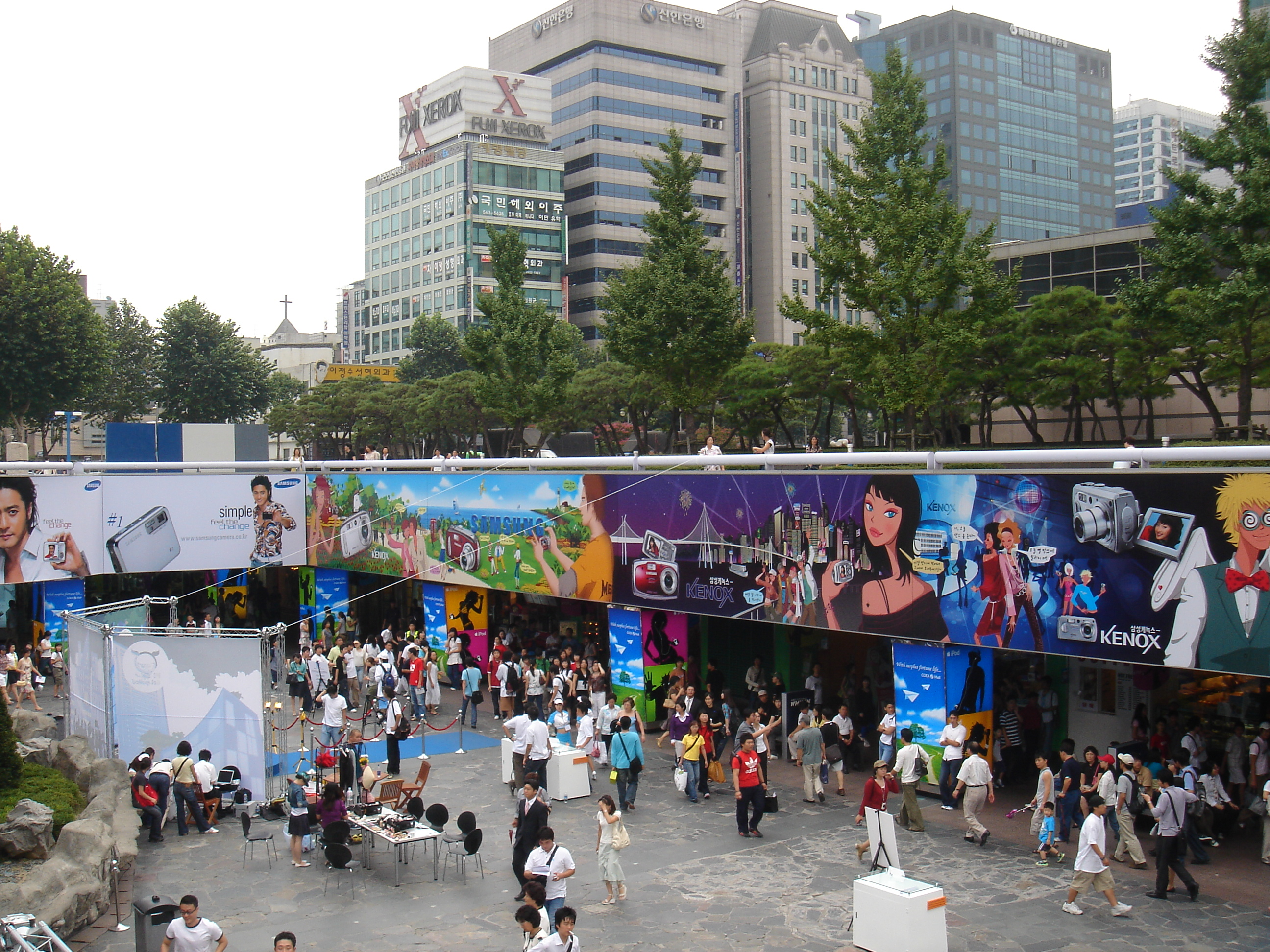
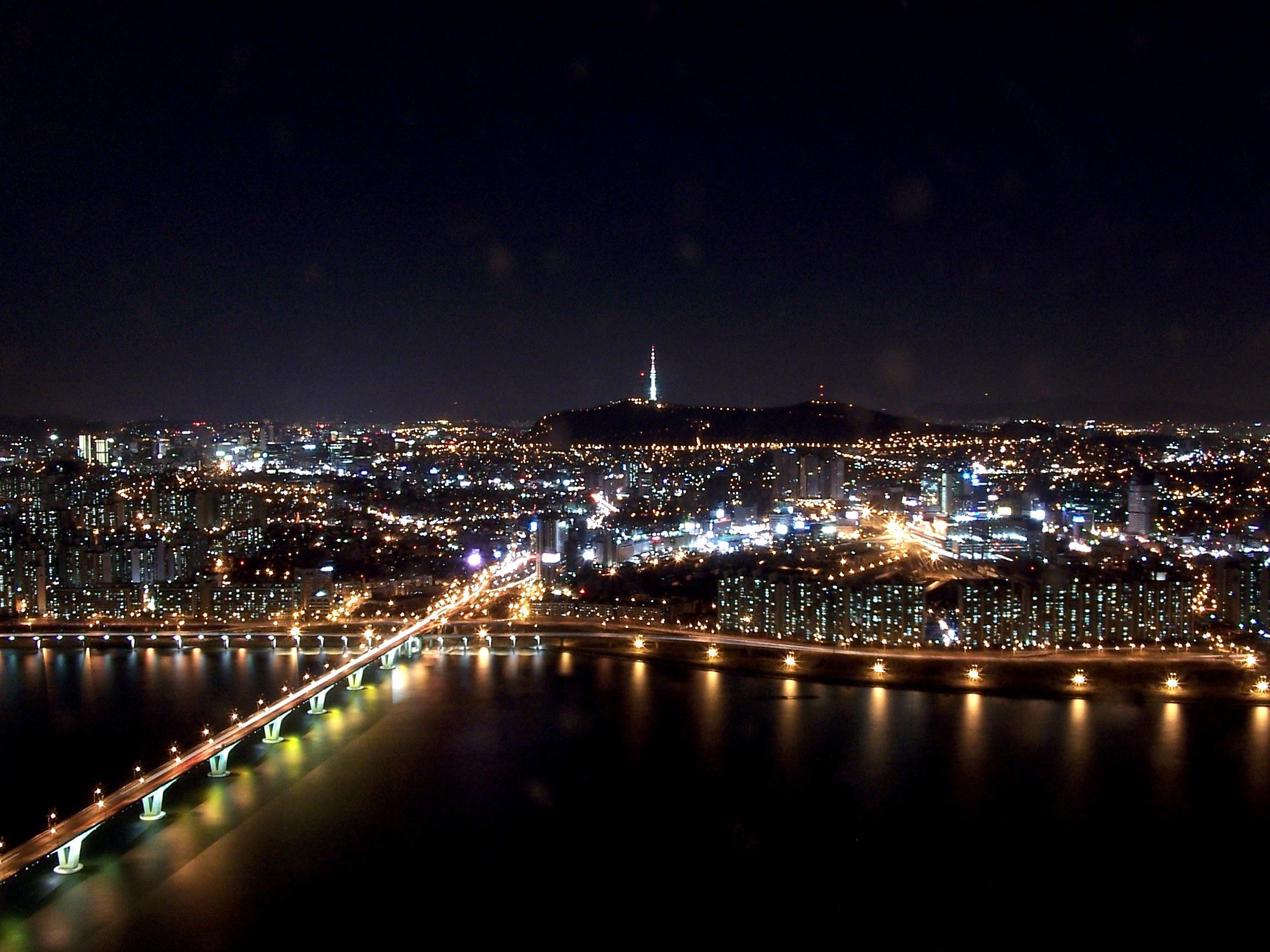

### Карти
- Карта Сеулу (кор.)
- Карта центру Сеулу
- Схема сеульського метро
- Карта ділового центру Сеулу
- Карта Сеулу і передмістя